# Personaggi di Kengan Ashura
Questo è un elenco dei personaggi che appaiono nella serie manga Kengan Ashura e Kengan Omega di Yabako Sandrovich e pubblicate da Shogakukan.

## Personaggi principali
Ohma Tokita (十鬼蛇 王馬?, Tokita Ōma)
Doppiato da: Tatsuhisa Suzuki (ed. giapponese), Luca Mannocci (ed. italiana)
Il protagonista del manga. Ragazzo misterioso e di poche parole, visse per dodici anni e senza un nome nell'Interno, un enorme territorio dentro il Giappone dove la legge è ormai inesistente, facendo tutto il possibile per sopravvivere. Questo finché, dopo aver derubato alcuni membri della yakuza, venne salvato da colui che divenne il suo maestro, Niko Tokita, il quale gli insegnò lo Stile Niko, utilizzando stili di allenamento unici per massimizzare il proprio condizionamento fisico; tramite le macchinazioni dell'Altro Niko Tokita, inoltre, Ohma imparò la tecnica Spirito possessore - che lui definisce "anticipo" ("prestiti" nella prima stagione) -: condizionando volontariamente il proprio cuore la velocità, l'accelerazione e la torsione aumentano drasticamente, ma l'uso eccessivo rischia di provocare la rottura dei vasi sanguigni, con conseguente collasso dell'organo - in questo stato, inoltre, diventa aumenta la propria aggressività, cosa che gli è valso il titolo di L'Ashura. A differenza di molti altri lottatori dichiara di voler combattere con l'unico obiettivo di stabilire chi è il più forte, che per lui rappresenta un modo per poter superare Niko dopo averne assistito alla morte. All'inizio combatte per il presidente Nogi sconfiggendo Lihito e Jun Sekibayashi, ma dopo che Nogi lo rimpiazza con Sen Hatsumi combatte per la neonata società di Kazuo Yamashita durante il Torneo di Annientamento Kengan. Nel torneo si batte con Ryo Inaba, Raian Kure, Cosmo Imai e Takeshi Wakatsuki, arrivando alla finale dove viene sconfitto da Gensai Kuroki per poi morire a causa del cedimento del suo cuore dovuto ai continui sforzi. Tuttavia, Ohma viene riportato in vita da Hajime Hanafusa quando quest'ultimo riceve misteriosamente una copia del suo cuore, vivendo per due anni al Villaggio Kure e allenandosi con i loro membri. Ricompare sulla scena salvando Kazuo dagli uomini del Verme insieme a Raian per poi partecipare al Torneo Associazione Kengan VS Purgatorio dove sconfigge Rolón Donaire nel tredicesimo incontro, facendo vincere l'Associazione. Due anni dopo sceglie di allenarsi con Kuroki, Sekibayashi, Mitsuyo Kureishi, Toa Mudo, Dongcheng Liu, Tokumichi Tokuno'o e Joji Narushima in vista del suo scontro con Wulong Shen.
Kazuo Yamashita (山下一夫?, Yamashita Kazuo)
Doppiato da: Chō (ed. giapponese), Roberto Fidecaro (ed. italiana)
Co-protagonista del manga. Impiegato del Gruppo Nogi anziano e sommerso dai debiti, incontra Ohma per la prima volta in un vicolo impegnato in un combattimento. Viene introdotto nel mondo degli incontri Kengan dal presidente Nogi, dove incontra nuovamente Ohma diventandone il manager. La vicinanza con il ragazzo porta Kazuo a sostituire man mano il suo carattere timido e afflitto con uno più coraggioso e determinato, vedendo in lui ciò che non è stato in grado di diventare. Dopo che Ohma viene rimpiazzato in favore di Sen Hatsumi, Nogi rende Kazuo il presidente di un'azienda affiliata, da lui stesso nominata Yamashita Corporation, per poter permettere ai due di partecipare al Torneo di Annientamento Kengan. Possiede un livello sovrumano di visione cinetica con cui può vedere attentamente i movimenti, che scoprirà da Nogi di aver ereditato (seppur imperfettamente) dal suo antenato e lottatore agli albori dell'Associazione Ichinoshin Yamashita, conosciuto come Kengan per questa sua capacità. Dopo il torneo la sua compagnia diventa un'agenzia dell'Associazione in cui recluta e registra potenziali candidati come lottatori freelance, i quali diventano gli unici che le aziende assumono negli incontri. Due anni dopo accoglie Koga come apprendista combattente, occupandosi anche di reclutare i lottatori rappresentanti per il Torneo Associazione Kengan VS Purgatorio. Cercando di scoprire la verità sulla somiglianza tra Ryuki e Ohma, però, viene preso di mira dal Verme che tenta di eliminarlo, venendo salvato all'ultimo da Ohma e Raian. Due anni dopo il Torneo Associazione Kengan VS Purgatorio riesce a scoprire il segreto di Wulong Shen riguardo il suo interesse per Ohma e Ryuki, riuscendo momentaneamente a convincerlo a scartare il piano originale per i due.
Koga Narushima (成島 光我?, Narushima Kōga)
Protagonista di Kengan Omega. È un ragazzo sfacciato e un po' arrogante ma dotato di una straordinaria osservazione e intuizione marziale. Suo nonno, che lo ha cresciuto a causa della lontananza dei suoi genitori, lo portò in un dojo di karate per insegnargli la moralità, cosa che si rivelò inutile. Suo zio Joji lo aiutò a entrare nella Rokushin Kaikan ma venne espulso per il suo carattere. Tre anni prima degli eventi Koga si imbatté in Ohma insieme al suo gruppo e, infastidito dalla sua indifferenza e scortesia, lo attaccarono, solo per venire tutti sconfitti, con Ohma che definì Koga un debole. Ciò gli ha provocato un sottostante complesso di inferiorità, portandolo a ricercare sempre la forza per poter avere un giorno la sua rivincita. Viene introdotto negli incontri Kengan dal suo amico Kosuke Asari, che lo indirizza alla Yamashita Corporation dove incontra Kazuo Yamashita. Questi, facendolo assistere a un incontro con Cosmo Imai, gli dice freddamente che non è abbastanza forte, ma imperterrito Koga afferma che lo sarebbe diventato, iniziando così a lavorare per Kazuo. Assieme a lui si unisce Ryuki Gaoh, attaccandolo credendo fosse Ohma, per poi venire assegnato sotto le cure di Suekichi Kaneda che lo porta ad allenarsi alla SJPW di Jun Sekibayashi. Venuto a sapere dell'imminente Torneo Associazione Kengan VS Purgatorio, Koga decide di diventare più forte per potervi partecipare, allenandosi insieme a Cosmo e Adam Dudley sotto la supervisione di Mitsuyo Kureishi e di suo zio Joji, riuscendo a superare l'esame di qualificazione. In seguito cerca di proteggere Kazuo da un attacco degli uomini del Verme guidati da Ji Xia, finendo in condizioni critiche ma venendo salvato dalle Guardie del corpo di Metsudo Katahara. In ospedale rivede dopo tanto tempo Ohma che lo ringrazia per aver salvato Kazuo, ma avvertendolo che non è in grado di partecipare al torneo e prendendo il suo posto. Amareggiato Koga accetta la realtà dei fatti, ma ritrova la sua determinazione dopo che Ohma riconosce che è diventato più forte. Due anni dopo il torneo diventa ufficialmente un lottatore affiliato negli incontri Kengan e una delle cinque Supernove, i cinque più grandi astri nascenti sia dell'Associazione Kengan che di Purgatorio, nonché il primo lottatore dell'Associazione in assoluto a entrare nel ring di Purgatorio con il titolo Kengan, in quanto scopre di avere una visione cinetica che rivaleggia con quella di Kazuo. Decide di allenarsi con diversi lottatori che ha conosciuto per maturare la propria esperienza nel combattimento, tra cui Ohma che gli insegna lo Stile Niko. Partecipa alla Coppa Berserker dove sconfigge Yoshiki Funayama, Saito Aki e Kim Souen-Yuop nei preliminari, Leonardo Silva nel primo turno e Ryuki nelle semifinali, perdendo contro Lihito nelle finali. In vista del suo scontro con Wulong Shen si allena insieme a Ryuki nella sua casa di famiglia.
Ryuki Gaoh (臥王 龍鬼?, Gaō Ryūki)
Protagonista secondario di Kengan Omega. È un ragazzo educato e schietto ma ignorante di come funzioni il mondo in quanto cresciuto nell'Interno, dove venne addestrato dal "nonno" Mukaku. Padroneggia lo Stile Gaoh, una forma antica del classico jiu-jitsu basato sugli attacchi a sorpresa e pensato per la sopravvivenza in situazioni pericolose. Presenta una forte somiglianza con Ohma Tokita, cosa che all'inizio lascia sorpresi i conoscenti di quest'ultimo; si scoprirà in seguito che si tratta di un suo clone, più precisamente di Wulong Shen. Si infiltra nella villa di Metsudo Katahara per chiedergli di partecipare agli incontri Kengan, venendo sorpreso da Ren Nikaido e fermati dallo stesso Metsudo che lo indirizza alla Yamashita Corporation. Qui si imbatte in Koga che lo attacca, in quanto gli ricorda Ohma, ma vengono fermati da Kazuo che accetta la proposta di Ryuki e lo ospita a casa sua. Due giorni dopo vince il suo combattimento di debutto contro Kokuro Utsubuki, divenendo noto come Il Re drago, per poi essere assegnato alle cure di Ryo Himuro ma rifiutando apertamente. Decide di aiutare Koga dopo aver visto come stesse sprecando i suoi allenamenti e, col passare del tempo, i due sviluppano una sincera amicizia, tanto che quando Koga scopre che non si fa problemi a uccidere le persone - in realtà membri del Verme, come gli aveva fatto promettere Mukaku - viene convinto a smettere. Le sue attività, comunque, gli attirano le attenzioni di Seishu Akoya, il quale si accerta della sua natura vincendo contro di lui nel suo terzo combattimento. In seguito fa shopping con Yasuo Yamashita, venendo, poi, a sapere che Koga e Kazuo sono stati attaccati dal Verme. Raggiunto Koga all'ospedale ha modo di incontrare Ohma, avvertendo un senso di familiarità in lui ma che sostituisce con rabbia quanto questi afferma senza mezzi termini che avrebbe sostituito Koga al Torneo Associazione Kengan VS Purgatorio. Nel torneo combatte contro Naidan Mönkhbat nel quinto incontro, trovandosi costretto a ucciderlo non tanto perché si rivela un membro del Verme quanto più per la rabbia provata quando prima gli insinua di star dubitando degli insegnamenti di Mukaku e che avrebbe ucciso Koga e Kazuo per averlo cambiato. Ciò non solo lo squalifica ma lo lascia terribilmente depresso per aver infranto la sua promessa, venendo poi salvato da un furioso Dongcheng Liu dai lottatori di entrambe le fazioni. Rimasto da solo Ryuki viene avvicinato da Setsuna Kiryu che lo conforta e, pertanto, decide di seguirlo. L'influenza di Kiryu cambia molto Ryuki (da cui impara anche lo Stile Koei complementandolo con quello Gaoh) che ora non si fa problemi a uccidere, tanto nelle loro attività vigilanti assieme ad Akoya quanto negli incontri Kengan, considerando gli ideali di Koga ingenui ma riconoscendolo, comunque, come un vero rivale. Partecipa alla Coppa Berserker dove viene sconfitto da Kota Tokeshi nel primo incontro dei preliminari, ma riesce a recuperare vincendo contro Takayuki Chiba e Takero Uchiroda, e Adam Dudley nel primo turno, per poi perdere contro Koga nelle semifinali. Compreso che quanto ha imparato al di fuori dell'Interno è differente dagli insegnamenti di suo nonno, Ryuki decide di ritornarvi per avere delle risposte. Mukaku, tuttavia, lo rinchiude nella camera gu in cui aveva allenato i suoi studenti a causa del suo cambiamento, finché non viene salvato da Koga, Ohma, Retsudo e Himuro. Dopo aver appreso della morte del nonno, si allena insieme a Koga nelle tecniche della famiglia Long dopo averne ricevuto il tomo presente nel tempio di Mukaku dopo esservi stato indirizzato da Wulong Shen, in modo da renderlo più forte per sconfiggerlo.

## Associazione Kengan
Associazione di combattimenti clandestini nata dopo che, nell'anno 5 dell'era Shotoku, lo shogun Ietsugu Tokugawa fermò una sanguinosa faida tra i diversi mercanti, ognuno desideroso di diventare il suo principale fornitore. Convocatili al suo cospetto Ietsugu proclamò che, per risolvere i loro conflitti, avrebbero dovuto formalmente stabilire chi fosse il più forte: in accordo al suo comando, i mercanti formarono un'associazione e, ogni volta che sorgeva una disputa, stabilivano il risultato tramite dei combattimenti uno contro uno tra i diversi lottatori da loro assoldati. Nei tempi moderni l'Associazione è composta da rappresentanti di prestigiose compagnie che sono liberi di assumere qualsiasi lottatore disposto a combattere per loro, indipendentemente dal proprio passato. Sebbene gli incontri siano un segreto per il grande pubblico attirano sempre una grande folla, perlopiù composta dai presidenti delle diverse compagnie o da loro impiegati, e i grandi eventi attirano addirittura politici stranieri. A causa della frequenza e brutalità dei combattimenti, spesso i lottatori, pagati con un dignitoso compenso, finiscono per ritirarsi o morire, ma dopo che Hideki Nogi diventa il nuovo presidente impone nuove regole per garantire la loro sicurezza.
Hideki Nogi (山下一夫?, Nogi Hideki)
Doppiato da: Jouji Nakata (ed. giapponese), Gerolamo Alchieri (ed. italiana)
È il presidente del Gruppo Nogi, determinato a diventare presidente dell'Associazione Kengan vincendo il torneo. Inizialmente sceglie Ohma Tokita come lottatore rappresentante, ma in seguito lo rimpiazza con Sen Hatsumi per avere più lottatori dalla sua parte. L'ultimo giorno del torneo, Nogi assiste al combattimento dei quarti di finale di Hatsumi contro Agito Kanoh insieme a Metsudo Katahara e assistendo alla sua sconfitta. Con solo Ohma rimasto nel torneo ma segnato dalle ferite, cerca di far desistere Kazuo dal farlo combattere ancora facendolo sostituire con un altro lottatore. Il motivo di questa decisione, così come voler vincere il torneo, è saldare il debito che la famiglia Nogi ha con la famiglia Yamashita dopo che il suo antenato, Eikichi Nogiya, non riuscì a scongiurare la morte di Isshin Yamashita e non vuole che kazuo ne ripeta l'errore. Questi, tuttavia, si dimostra irremovibile volendo rispettare la volontà di Ohma di continuare a combattere, con Nogi che assiste, quindi, alla sua vittoria contro Takeshi Wakatsuki e alla sua successiva sconfitta contro Gensai Kuroki. Tuttavia, Kirimi Takakaze decide di eleggere lui come cinquantanovesimo presidente dell'Associazione Kengan. Due anni dopo Nogi convoca nel suo ufficio Kazuo per parlare della negoziazione di una fusione tra l'Associazione Kengan e Purgatorio, dove si sarebbe tenuto un torneo per decidere quale organizzazione avrebbe assorbito l'altra, e mettendolo a capo dei combattenti che avrebbero rappresentato l'Associazione. Con la vittoria di quest'ultima ma anche la rivelazione pubblica del Verme organizza insieme a Idemitsu Toyoda la Coppa Berserker, una joint venture tra l'Associazione Kengan e Purgatorio per dimostrare la forza combinata delle due organizzazioni. A seguito della dimostrazione di forza di Wulong Shen di fronte all'intera Associazione Kengan, Nogi organizza un combattimento speciale che si terrà nuovamente sull'isola di Ganryu in cui, oltre a un premio in denaro, il vincitore potrà richiedere qualsiasi cosa nei limiti ragionevoli.
Kaede Akiyama (秋山 楓?, Akiyama Kaede)
Doppiata da: Yumi Uchiyama (ed. giapponese), Benedetta Ponticelli (ed. italiana)
È la segretaria del presidente Nogi, venendo da questi in seguito affiancata a Kazuo Yamashita durante gli eventi del Torneo di Annientamento Kengan. Possiede un comportamento professionale nei propri confronti ed è abbastanza educata, ma pur apparendo fredda la verità è che Kaede è solo socialmente imbarazzante. Sembra avere un complesso riguardo al suo peso ed età, irritandosi notevolmente quando viene sollevato l'argomento e rimproverando le persone responsabili. Ha una sorella maggiore di nome Sakura che lavora come segretaria per la Magatanien.
Lihito (理人?, Rihito)
Doppiato da: Hayato Kaneko (ed. giapponese), Gianluca Cortesi (ed. italiana)
Vero nome Ichiro Nakata (中田一朗?, Nakata Ichiro), è il primo avversario di Ohma nel mondo del Kengan in cui combatte per l'Immobiliare Yoshitake. Subito dopo la sua sconfitta viene reclutato da Nogi per combattere nel Torneo di Annientamento Kengan in veste di primo presidente-lottatore della SH Frozen Storage, assumendo come suoi dipendenti Shigeru Komada e Iwan Karaev, anch'essi sconfitti da Ohma. È dotato del talento naturale di esercitare un'enorme forza nella presa delle mani che, se applicate in modo offensivo, risultano taglienti come rasoi, dandogli proprio il nome di Lama del rasoio; proprio per questa sua capacità si autodefinisce Il Superumano. Spocchioso e parecchio arrogante, la sconfitta che subisce per mano di Gensai Kuroki nel primo turno del Torneo di Annientamento Kengan finisce per demoralizzarlo. Riuscito a riprendersi decide di diventare allievo proprio di Kuroki, nonostante quest'ultimo non accetti studenti. Dopo la conclusione del torneo Lihito riesce a farsi allenare da Kuroki in America, imparando le basi dello Stile Kaiwan e ibridandolo con il proprio. Due anni dopo vince contro Mokichi Robinson per essere uno dei lottatori del Torneo Associazione Kengan VS Purgatorio dove combatte contro Falcon nel secondo incontro, perdendo a causa dell'uso del veleno del suo avversario ma dimostrando, comunque, la propria crescita anche ai membri dell'organizzazione rivale. Partecipa alla Coppa Berserker dove sconfigge Death Crow Jr. e Ilyukhin Asimov nei preliminari, Mark Myers nel primo turno, Saw Paing nelle semifinali e Koga Narushima nelle finali divenendo il vincitore.
Jun Sekibayashi (関林 ジュン?, Sekibayashi Jun)
Doppiato da: Tetsu Inada (ed. giapponese), Alan Bianchi (s. 1) e Francesco Cavuoto (s. 2) (ed. italiana)
Nome completo Junpei Sekibayashi (関林純平?, Sekibayashi Junpei), è un wrestler professionista della Super Japan Pro Wrestling conosciuto come l'Angelo dell'inferno, molto famoso anche al di fuori dei combattimenti clandestini, e secondo avversario di Ohma nel mondo del Kengan dove combatte per la Gandai. Cresciuto dalla nonna a causa dell'assenza dei suoi genitori, Jun era un delinquente che, all'età di quindici anni, si avvicinò al mondo del wrestling dopo essere stato sconfitto da Hiroshi Babadozan, il quale divenne il suo mentore, e venendo sottoposto a un estenuante regime di allenamento e dieta; in seguito capì anche che essere un wrestler significava credere nel wrestling, dopo che il suo nuovo mentore, Karugo Kurachi, gli insegnò quella lezione dopo la sua apparente sconfitta nel torneo della Rokushin Kaikan. Oltre alle tipiche mosse da wrestling, il suo tratto caratteristico è reindirizzare la forza d'attacco dell'avversario quando incassa i colpi in modo da provocargli danni, motivo per cui si è costruito una corporatura possente. In certe occasioni, inoltre, decide di vestire i panni di "Marvelous Seki il Deva dell'Inferno", un personaggio che si è creato per utilizzare anche mosse mortali e illegali; quando entra in questo stato Sekibayashi si dipinge pesantemente la faccia con del trucco. Dopo la sconfitta per mano di Ohma, partecipa al Torneo di Annientamento Kengan dove sconfigge Takeru Kiozan nel primo turno ma perde contro Muteba Gizenga nel secondo. Durante il torneo prende come suo pupillo Haruo Kono, oltre a fermare la rivolta di Katsumasa Hayami. Due anni dopo allena Koga nella sua palestra su richiesta di Kaneda, scorgendone subito il potenziale.
Takeshi Wakatsuki (若槻 武士?, Takeshi Wakatsuki)
Doppiato da: Yasuyuki Kase (ed. giapponese), Luca Ciarciaglini e Marco Giansante (ep. 3-6) (ed. italiana)
Lottatore rappresentante della Furumi Farmaceutici conosciuto come La Tigre feroce. Nato con la rara sindrome del superuomo, che rende la sua muscolatura 52 volte più sviluppata rispetto al normale, è in grado di sferrare colpi estremamente potenti e di proteggersi grazie alla densa massa muscolare, cosa che gli ha conferito il record di maggior numero di incontri Kengan vinti. Ha una faida con Agito Kanoh, che anni prima del torneo gli procurò una vistosa ferita al piede durante un incontro, spingendolo a migliorarsi diventando un eccellente grappler e sviluppando l'"Esplosione del nucleo", una tecnica che ha creato come suo asso nella manica per Agito in cui comprime tutti i muscoli in un unico punto al centro del corpo per poi rilasciare l'energia nel pugno; non può, però, sfruttarla di continuo a causa della sua ferita. Nel Torneo di Annientamento Kengan riesce a sconfiggere Gozo Murobuchi nel primo turno, Julius Reinhold nel secondo e Muteba Gizenga ai quarti di finale, ma viene sconfitto in semifinale da Ohma. Due anni dopo viene scelto come uno dei lottatori del Torneo Associazione Kengan VS Purgatorio, dove affronta Wangfang Fei nel dodicesimo incontro che finisce in parità. Sempre due anni dopo, a seguito della dimostrazione di forza di Wulong Shen contro l'Associazione Kengan, Wakatsuki decide di allenarsi nella foresta di Gakigahara dove, a causa della ferita al piede, decide di non usare più l'Esplosione del nucleo e si ispira al controllo muscolare sviluppato da Julius, creando così una nuova tecnica: Pugno fantasma: Miraggio, basata sullo stesso principio della tecnica precedente ma rilasciando tutta la forza compressa nelle braccia in colpi estremamente rapidi e potenti, riuscendo a usarla più volte di seguito senza ripercussioni.
Cosmo Imai (今井 コスモ?, Imai Kosumo)
Doppiato da: Junya Enoki (ed. giapponese), Francesco Falco (ed. italiana)
Tra i più giovani lottatori che partecipano al Torneo di Annientamento Kengan, Cosmo è un esperto di prese e di grappling oltre che di jiu-jitsu brasiliano, venendo soprannominato Il Re degli strangolatori. È il più giovane a essere entrato nei combattimenti Kengan all'età di 14 anni dopo essere stato preso sotto la tutela di Mitsuyo Kureishi, dimostrando un talento per la lotta che lo porta a essere definito un genio: ad esempio, è stato in grado di creare una tecnica unica chiamata "Zone", dove nell'intervallo di 0,1 secondi si sposta nel punto ceco dell'avversario e lo sottomette con una presa. Il suo svantaggio è che attacca principalmente con le prese, rendendosi vulnerabile contro avversari più grossi che possono ferirlo facilmente vista la sua costituzione, come si evince negli scontri che disputa contro Adam Dudley nel primo turno e Seishu Akoya nel secondo, in cui, nonostante abbia vinto, finisce per rimanere ferito, in particolare contro Akoya che lo fa finire su una sedia a rotelle per un giorno. Durante la rivolta di Hayami, nonostante le sue condizioni, riesce a contrastare Min Long grazie alla sua nuova capacità di previsione, riuscendo ad anticipare fino a due mosse dell'avversario. Viste le sue condizioni il suo capo, Akira Nishihonji, decide di sostituirlo con Naoya Okubo, ma Cosmo riesce a difendere la sua posizione e partecipa ai quarti di finale dove, però, viene sconfitto da Ohma. Nei due anni seguenti si allena duramente per migliorare le proprie capacità, riuscendo a vincere un incontro con pochi colpi, per poi diventare il compagno di allenamento di Koga insieme ad Adam. Partecipa alla Coppa Berserker dove sconfigge Taiju Yurikawa e Arata Sakuragawa nei preliminari, ma perde contro Saw Paing nel primo turno.
Setsuna Kiryū (桐生 刹那?, Kiryū Setsuna)
Doppiato da: Daisuke Namikawa (ed. giapponese), Davide Capone (ed. italiana)
Lottatore rappresentante del Gruppo Koyo Educational, dopo averne ucciso il combattente Toshio Ozu, ed ex allievo di Genzan Taira. Appare come un giovane molto effeminato, in particolare per i lunghi capelli, motivo per cui viene soprannominato La Bestia meravigliosa. È sessualmente attratto da Ohma, anche se ciò che prova per lui è più di tipo religioso: Kiryu, infatti, nacque nell'Interno solo per essere usato come scorta di organi per il suo ricco padre, finché non venne salvato da un giovane Ohma credendo gli uomini degli invasori del suo territorio; questo ha portato Kiryu, il quale credeva che la sua vita non aveva senso, a vederlo come un dio che lo avrebbe liberato. Si dette alla prostituzione minorile per trovare un protettore così da uccidere suo padre e usare i suoi soldi e contatti per trovare Ohma, solo per scoprire che era diventato allievo di Niko Tokita verso cui iniziò a provare un forte risentimento per aver "contaminato" il suo dio. Kiryu ha dimostrato di essere un prodigio nelle arti marziali, tanto da aver imparato subito le due tecniche dello stile Koei ("Stile della Volpe dell'Ombra" nell'edizione italiana dell'anime) di Genzan prima di ucciderlo, e riuscendo a perfezionarle; inoltre, ha imparato lo Stile Niko dall'Altro Niko, sebbene non ne sia molto abile e lo usi in combinazione con lo Stile Koei per compensare le sue carenze. Ha anche appreso la seconda tecnica segreta dello Stile Niko, Demone caduto (Massacra demoni nell'edizione italiana dell'anime), la quale si attiva ogni volta che Kiryu si trova in una situazione critica: entrando in uno stato di tachipsichia è in grado di reagire più rapidamente, ma la tecnica è molto gravosa per il cervello se usata in modo eccessivo, visto che lo costringe ad analizzare ciò che vede ad alta velocità, tanto da soffrire di psicosi in cui crede che Niko Tokita sia ancora vivo e prende la forma delle persone. Nel Torneo di Annientamento Kengan batte Ren Nikaido nel primo turno ma viene sconfitto da Gensai Kuroki nel secondo. Dopo la sua sconfitta vaga senza meta nella struttura ormai preda delle sue allucinazioni, aiutando involontariamente a respingere la rivolta di Hayami ma finendo per prendere in ostaggio Kazuo Yamashita credendolo Niko. Viene affrontato e sconfitto da Ohma per poi essere messo in una cella d'isolamento, ma riesce a evadere alla fine del torneo. Ricompare due anni dopo durante il Torneo Associazione Kengan VS Purgatorio dove si avvicina a un avvilito Ryuki Gaoh a causa dell'esito del suo incontro, definendosi simili per ciò che hanno perso e prendendolo come suo allievo, unendosi, inoltre, alle attività da vigilante di Seishu Akoya contro il Verme. Rincontra Ohma durante il combattimento tra Ryuki e Koga durante la Coppa Berserker, spiegandogli che la sua sconfitta gli ha finalmente fatto capire di essere stato solamente usato dall'Altro Niko, verso cui vuole vendicarsi cancellandone la leggenda, in quanto l'ultimo rimasto, così da diventare egli stesso un dio. Riesce a tendergli un'imboscata e arriva quasi a sconfiggerlo usando anche lo Stile Gaoh di Ryuki, ma fallisce e viene salvato da Akoya finendo in coma. Risvegliatosi riceve una visita da Ohma che gli intima di ricominciare la propria vita tramite l'aiuto di Rama XIII, ma pur essendogli grato Setsuna decide di andarsene e proseguire nel suo cammino di vendetta.
Shion Soryuin (奏流院 紫音?, Sōryūin Shion)
Doppiata da: Yukana (ed. giapponese), Mattea Serpelloni (s. 1) e Francesca Rinaldi (s. 2) (ed. italiana)
La presidentessa del consiglio di amministrazione del Gruppo Koyo Educational e un membro dell'Associazione Kengan. È una donna diffidente con tendenze sorprendentemente maschili, oltre ad avere un feticismo per i muscoli. Insieme alla sua sottoposta Tomoko Matsuda assiste alla vittoria di Setsuna Kiryu sul loro lottatore Toshio Ozu, decidendo di prenderlo come sostituto. Durante il Torneo di Annientamento Kengan assiste alla vittoria di Kiryu contro Ren Nikaido e alla sua sconfitta contro Gensai Kuroki, rimanendo scioccata quando lo vede rialzarsi nonostante la ferita al cuore. In seguito si dimostra preoccupata per le condizioni di Sen Hatsumi dopo il suo combattimento con Agito Kanoh, nonostante i due avessero sempre avuto un rapporto altalenante.
Sen Hatsumi (初見 泉?, Hatsumi Sen)
Doppiato da: Hasuike Ryuuzo (ed. giapponese), Andrea Moretti (ed. italiana)
Uno dei lottatori che partecipano al Torneo di Annientamento Kengan. È una persona svogliata e lavativa, infatti ha perso 15 incontri per essersi addormentato durante il match o non aver presenziato ad alcuni, e le sue prestazioni durante i combattimenti dipendono molto dal suo stato d'animo e dalla sua voglia di combattere, motivo per cui viene chiamato La Nube fluttuante. In uno di questi casi fu scelto da Metsudo Katahara per essere selezionato come la quinta Zanna di Metsudo, ma dopo una settimana Sen se ne andò poiché annoiato. Ebbe anche una storia altalenante con Shion Soryuin. È un maestro di aikidō, in particolare dello stile di famiglia chiamato Aikidō stile Hatsumi. Viene scelto dal presidente Nogi per rimpiazzare Ohma in vista del torneo dove sconfigge Takayuki Chiba nel primo turno e Yohei Bando nel secondo, ma viene sconfitto da Agito Kanoh ai quarti di finale. Circa un anno dopo il torneo, Sen si reca in Cina alla ricerca della famiglia Wu poiché suo nonno, Goichiro Hatsumi, fondatore dell'Aikido stile Hatsumi, è un buon amico di Erioh Kure, usando questa connessione per entrare in contatto con Xing Wu e allenarsi con i suoi membri, oltre a scambiare tecniche sia con loro che con Rei Mikazuchi. Durante il Torneo Associazione Kengan VS Purgatorio, Sen e Rei assistono allo scontro tra Ohma e Rolón Donaire, e alla fine di esso sconfiggono facilmente vari membri del Verme infiltrati nello stadio su richiesta di Xing.
Metsudo Katahara (片原 滅堂?, Katahara Metsudō)
Doppiato da: Hidekatsu Shibata (ed. giapponese), Giovanni Caravaglio (s. 1) e Gianluca Machelli (s. 2) (ed. italiana)
Il presidente della Dainippon Bank nonché cinquantottesimo presidente dell'Associazione Kengan. Molto attivo ed energico nonostante l'età avanzata, durante il Torneo di Annientamento Kengan mette in palio la sua carica di presidente dell'Associazione. In passato fu un pilota kamikaze sopravvissuto alla guerra, decidendo in seguito di lavorare per il mercato nero di un don della yakuza di nome Ryu Shirai, il quale, come ricompensa per i suoi servigi, lo fece entrare nell'Associazione Kengan. Quando il vice di Shirai, Taro Kibayashi, scoprì che avrebbe dato la sua posizione a Metsudo, assoldò Erioh Kure per ucciderlo, il quale venne salvato da Shirai e decidendo, invece, di reclutare Erioh come suo lottatore. I due scalarono i ranghi dell'Associazione Kengan finché Metsudo indisse un torneo per la posizione di presidente che lo vide vincitore, e arrivato a 92 anni la sua fortuna lo portò al punto in cui divenne non solo il sovrano indiscusso dell'Associazione ma anche l'uomo più influente dell'establishment politico e finanziario giapponese. Alla fine del Torneo di Annientamento Kengan lascia il ruolo di presidente dell'Associazione in favore di Nogi. Ricompare due anni dopo quando, insieme a Ren Nikaido, scopre nella sua residenza Ryuki Gaoh, stupendosi della sua somiglianza con Ohma. Incontrato Nogi in un bar scoprono che il Verme, il quale aveva aiutato Katsumasa Hayami durante il precedente torneo, era interessato a Ohma e dopo aver compreso che aveva contatti anche all'interno di Purgatorio capiscono che era pronto ad attaccare l'Associazione Kengan. In seguito assiste al Torneo Associazione Kengan VS Purgatorio.
Agito Kanoh (加納 アギト?, Kanō Agito)
Doppiato da: Akio Ōtsuka (ed. giapponese), Mirko Mazzanti (ed. italiana)
Il lottatore rappresentante della Dainippon Bank e per questo conosciuto come la Zanna di Metsudo, di cui è il quinto esponente, nonché il combattente che detiene il record di ben 157 vittorie consecutive. Agito è molto alto e muscoloso, e al posto delle sopracciglia possiede forti arcate sopraccigliari complimentate con occhi dall'espressione severa. La sua personalità possiede due sfaccettature: da una parte è stoico, altezzoso e altamente all'oscuro delle cose (come evidenziato dalla sua confusione sui riferimenti a Ultraman di Naoya Okubo) mentre dall'altra è spietato e sadico; in quest'ultimo caso, che è una manifestazione contorta dei suoi istinti animali repressi, sfoggia un inquietante sorriso e le sue pupille sembrano scomparire. Altro suo tratto in cui sottolinea il suo senso di superiorità è che insiste sempre nel battere gli avversari al loro stesso gioco: se un combattente è specializzato in colpi, userà esclusivamente colpi; su ciò si basa il suo stile Senza forma, ovvero un ampio repertorio di mosse da cui può attingere in qualsiasi momento a scapito, però, di un minore tempo di reazione per capire quelle dell'avversario. Tuttavia, in situazioni disperate in cui non riesce più a reagire passa a uno stile di combattimento più adatto. Originariamente un orfano della Cina continentale, Agito venne preso come studente dall'Altro Niko Tokita che, ventitré anni prima degli eventi, lo sigillò in una camera insieme agli altri come parte di un rituale gu umano. Agito combatté e uccise fino alla fine finché non venne scoperto da Metsudo, che lo educò e lo adottò, diventando una delle sue guardie del corpo e in seguito la nuova Zanna combattendo contro Minoru Takayama. Durante il Torneo di Annientamento Kengan vince contro Naoya Okubo, Kaolan Wongsawat e Sen Hatsumi per poi ottenere la sua prima sconfitta contro Gensai Kuroki nelle semifinali. Dopo il torneo rinuncia al suo titolo e si ritira come lottatore, vivendo per due anni in America dove diventa notevolmente più "umano", facendo persino battute e perdendo gran parte del suo stoicismo; inoltre, si sottopone a un allenamento in modo da poter migliorare il tempo impiegato per passare dallo stile Senza forma alle arti marziali a un livello quasi impercettibile, consentendogli di cambiare stile senza la possibilità di essere contrastato. Viene trovato da Ryo Imuro in un bar, che lo convince a prendere parte al Torneo Associazione Kengan VS Purgatorio rivelandogli come la posizione di Zanna di Metsudo abbia subito vari cambiamenti dalla sua partenza - in particolare il suo successore, Hikaru Yumigahama, che aveva disertato per Purgatorio. Nel torneo assiste alla vittoria di Misasa, l'ottava Zanna, contro lo stesso Hikaru per poi scontrarsi e vincere contro Tian Lu nel sesto incontro. Due anni dopo combatte contro Jurota Arashiyama per il diritto di rappresentare l'Associazione Kengan nel Torneo del Vero campionato, perdendo ma venendo comunque selezionato. Successivamente si unisce a Kuroki e Rolón Donaire per eliminare Wulong Shen, affrontando Yan Xia prima che il combattimento venga interrotto dai funzionari del governo. Durante il torneo vince contro Julius Reinhold nel primo turno, Rolón nelle semifinali e infine Kaolan nella finale.
Misasa (三朝?)
Un capitano veterano della quinta squadra delle Guardie del corpo di Metsudo Katahara, di cui è stato uno stretto collaboratore per tutta la sua carriera, e secondo in comando della Forza di sterminio, una speciale task force dell'esercito personale di Metsudo, nonché maestro di arti marziali di Retsudo Katahara. Misasa è di bassa statura, con un corpo magro ma tonico, caratterizzato da uno sguardo stanco e un sorriso fiducioso. È molto professionale e ordinato, ma possiede anche un lato aspro e in qualche modo volgare di sé stesso, divenendo spietato e risoluto nel momento in cui decide di fare sul serio, ovvero quando vuole finire l'incontro. Nonostante l'apparenza è in grado di colpire in modo eccezionalmente preciso con una forza che supera di gran lunga il suo peso, compensando i limiti e le capacità del proprio fisico con il silat. Durante il Torneo di Annientamento Kengan supporta Retsudo nell'eliminare i Messaggeri neri e in seguito i Custodi di Hayami. Nei due anni trascorsi Misasa diventa l'ottava Zanna di Metsudo e uno dei tredici combattenti dell'Associazione nel Torneo Associazione Kengan VS Purgatorio, apparendo sul ring all'inizio del quarto incontro come un modo per provocare Hikaru Yumigahama, la Zanna traditrice, che riesce a sconfiggere.
Ken Ohya (大屋 健?, Ōya Ken)
Doppiato da: Urayama Jin (ed. giapponese), Gianluca Machelli (ed. italiana)
Il presidente delle Librerie Ginokuniya, un uomo gioviale a cui piace bere ma sorprendentemente attento e persuasivo. Conosce Kazuo Yamashita durante l'incontro tra Ohma e Jun Sekibayashi, al termine del quale diventano grandi amici. Prende parte al Torneo di Annientamento Kengan assieme al suo lottatore rappresentante Ryo Himuro, cui, però, è costretto a cedere il posto al suo conoscente Suekichi Kaneda dopo la vittoria di quest'ultimo. Sull'Isola di Ganryu, Ken viene avvicinato da Katsumasa Hayami che lo convince a combattere per lui in cambio di entrare a far parte della Società dei Cento, addirittura apparendo più serio e sobrio durante la collocazione dei lottatori. Qualche tempo dopo il torneo, Ken, insieme a Yoshiro Yoshitake, va a prendere Kazuo per portarlo nel suo nuovo ufficio.
Ryo Himuro (氷室 涼?, Himuro Ryō)
Doppiato da: Mizunaka Masaaki (ed. giapponese), Raffaele Carpentieri (ed. italiana)
Lottatore rappresentante delle Librerie Ginokuniya conosciuto come L'Imperatore di ghiaccio, noto per essere un famigerato donnaiolo che coglie ogni opportunità per ottenere i numeri di telefono delle ragazze e preparare bevande frullate con loro, siano esse segretarie, ragazze squillo o persino Sayaka Katahara. Pratica il Jeet Kune Do, cui aggiunge la sua velocità iniziale del pugno verticale di 15 m/s in modo da lanciare i colpi più rapidamente del normale. Nato e cresciuto nell'Interno senza genitori fece tutto il necessario per sopravvivere, finché, alla dubbia età di quindici anni, lasciò la zona registrando illegalmente il suo nome. Durante il viaggio verso l'Isola di Ganryu viene sconfitto da Suekichi Kaneda, che gli rompe il braccio destro e prende il suo posto come lottatore rappresentante; nonostante l'iniziale diverbio col tempo i due diventano amici. Durante la rivolta di Hayami affronta i Custodi insieme a Okubo nonostante le sue condizioni non ancora migliorate. Due anni dopo viene contattato da Kazuo Yamashita per allenare Ryuki Gaoh, cercando di valutarlo con delle domande. Sempre su richiesta di Kazuo, Himuro si informa sulle posizioni di Agito Kanoh, Rei Mikazuchi e Sen Hatsumi per l'imminente Torneo Associazione Kengan VS Purgatorio, riuscendo a portare solamente il primo. Un mese prima della competizione affronta e sconfigge Kota Tokenshi, ma le ferite riportate gli impediscono di partecipare attivamente alla competizione. Partecipa alla Coppa Berserker dove viene sconfitto da Haruo Kono nel primo incontro dei preliminari, ma dopo il ritiro di quest'ultimo ne prende il posto, perdendo, però, contro Adam Dudley nel secondo incontro.
Suekichi Kaneda (金田 末吉?, Kaneda Suekichi)
Doppiato da: Yusa Koji (ed. giapponese), Massimo Triggiani e Niccolò Guidi (ep. 8) (ed. italiana)
Ragazzo di corporatura esile e apparentemente innocuo che nasconde un lato ferocemente astuto e manipolatore. Nonostante sembri avere poca esperienza nelle arti marziali, Kaneda ha dimostrato di essere un combattente capace utilizzando lo stile Kujin, un'arte marziale giapponese classica volta a finire il più rapidamente possibile l'avversario, e la sua preveggenza, che gli permette di prevedere i movimenti in tempo reale, a suo vantaggio. È inoltre molto abile in ogni gioco da tavolo, in particolare lo Shogi. Kaneda passò gran parte della sua vita in ospedale a causa della sua debole costituzione fisica, che lo rendeva costantemente afflitto alle malattie e quasi morendo due volte; quando iniziò la scuola subì per quattro volte un intervento chirurgico. Da tutto questo, però, ottenne una grande forza di volontà che lo spinse a superare i diversi ostacoli. Conosce Ken Ohya in un bar facendosi invitare nel Torneo di Annientamento Kengan, a cui in realtà vuole partecipare riuscendo a sconfiggere Ryo Himuro e diventando il nuovo lottatore rappresentante delle Librerie Ginokuniya conosciuto come Il Killer gigante. Tuttavia, perde nel primo turno contro Kaolan Wongsawat. Due anni dopo viene contattato da Kazuo Yamashita per allenare Koga, portandolo nella palestra della SPJW e facendogli incontrare Jun Sekibayashi. Un mese prima del Torneo Associazione Kengan VS Purgatorio sconfigge Noel Wagnus in un incontro Kengan, al prezzo, però, di due costole rotte che lo rendono incapace di partecipare attivamente alla competizione. Due anni dopo il torneo Kaneda ha dimostrato di aver sviluppato una nuova forma di preveggenza chiamata "Predizione determinata", con cui forza inconsciamente l'avversario a usare una mossa da contrastare utilizzandone in modo completo la visione, la respirazione e il tempismo degli attacchi per controllare la mossa successiva, riuscendo quasi a ottenere la vittoria contro Sen Hatsumi.
Akira Nishihonji (西品治 明?, Nishihonji Akira)
Doppiato da: Masaya Matsukaze (ed. giapponese), Alessandro Parise (ed. italiana)
Il presidente della Nishihonji Security Services, considerato il più giovane tra i membri dell'Associazione Kengan e noto per essere intuitivo e perspicace ma anche severo, in quanto utilizza gli altri per raggiungere i suoi obiettivi. Suo padre era un membro della Società dei Cento, il quale venne assassinato dal padre di Ryo Inaba su ordine del padre di Sukizo Urita (commissionato in realtà da Katsumasa Hayami). Ricevendo una visita da Inaba che gli spiegò la situazione, Akira gli disse di dire a Sukizo che non serbava rancore nei suoi confronti. Dopo essere diventato amministratore delegato decise di lasciare la Società dei Cento per, poi, assumere sette potenti combattenti per rappresentare la sua compagnia negli incontri Kengan, uno dei quali fu Cosmo Imai, presentatogli dal suo istruttore di arti marziali Mitsuyo Kureishi. Assiste Cosmo nel primo turno contro Adam Dudley e nel secondo contro Seishu Akoya, in particolare quest'ultimo dove riesce a smascherare lo stratagemma che l'ex poliziotto e la presidentessa Shunka Hiyama usano durante i combattimenti. Dopo la fallita rivolta di Hayami, viste le gravi condizioni di Cosmo, Akira decide di sostituirlo con Naoya Okubo nel suo incontro dei quarti di finale contro Ohma, ma poco prima dell'inizio Cosmo riesce a dimostrare di potercela ancora fare, pur venendo sconfitto subito dopo.
Adam Dudley (アダム・ダッドリー?, Adamu Daddorī)
Doppiato da: Horii Chado (ed. giapponese), Stefano Thermes (ed. italiana)
Lottatore statunitense con un passato da enforcer nell'hockey su ghiaccio, arrogante ed estremamente volgare nei modi e nella parlantina. La sua abilità principale è il suo fenomenale senso dell'equilibrio: i suoi muscoli erettori della spina dorsale sono notevolmente forti, il che aumenta l'efficacia dei suoi pugni al punto che può facilmente far perdere i sensi alle persone con un semplice colpo, venendo soprannominato L'Imperatore. Nel Torneo di Annientamento Kengan combatte per la Boss Burger dove affronta Cosmo Imai nel primo turno e venendo sconfitto, ma in seguito i due diventano amici; rivela, inoltre, che, per quanto ami la lotta, trova disgustosa la violenza non necessaria. Dopo il torneo Adam sceglie di rimanere in Giappone per poter reimparare le arti marziali in modo da partecipare ancora agli incontri Kengan, allenandosi con Mitsuyo Kureishi e riuscendo a sfruttare i forti muscoli della schiena per sferrare pugni e calci da posizioni innaturali; continua, però, ad avere problemi nel liberarsi della sua mentalità da attaccabrighe. Due anni dopo diventa il compagno di allenamento di Koga insieme a Cosmo. Partecipa alla Coppa Berserker dove sconfigge Luca Tyrant e Ryo Himuro nei preliminari, ma perde contro Ryuki Gaoh nel primo turno.
Haruo Kono (河野 春夫?, Kōno Haruo)
Doppiato da: Mizushima Takahiro (ed. giapponese), Marco Bassetti (s. 1) e Mattia Nissolino (s. 2) (ed. italiana)
Lottatore rappresentante della Nentendo. In passato era conosciuto come Haru, un atletico guerriero di una tribù Gurkha dell'Himalaya che lo ritenevano il più forte tra loro e, quindi, la reincarnazione del dio Indra. Quando il presidente della Nentendo, Akio Kono, volle portarlo con sé per renderlo il combattente della sua compagnia, Haru venne "contaminato" dal lusso e dai privilegi della civiltà moderna diventando obeso ed estremamente voluminoso, pur conservando in modo incredibile la sua agilità; diventa, inoltre, dipendente dai videogiochi, portandolo ad avere scatti d'ira a causa della frustrazione dovuta alle sfide, con riparazioni quasi costanti alla sua abitazione. Proprio per questo atteggiamento viene soprannominato Il Distruttore. In alcune occasioni Haruo ha la capacità di aumentare drasticamente il suo tasso metabolico, entrando in uno stato in cui respinge i suoi pensieri impuri aumentando forza e velocità. Nel Torneo di Annientamento Kengan affronta Seishu Akoya nel primo turno venendo sconfitto, cosa che gli provoca l'abbandono di Akio Kono sia come lottatore che come padre adottivo facendolo cadere in depressione. Quando, però, assiste al combattimento tra Jun Sekibayashi e Takeru Kiozan rimane impressionato dalla tenacia e convinzione del wrestler, diventandone allievo. Durante la rivolta di Hayami protegge Kazuo Yamashita e un inconscio Ohma finendo, però, per essere sottomesso da Ranjo. Dopo il torneo Haruo si unisce ufficialmente alla Super Japan Pro Wrestling, allenandosi rigorosamente con Sekibayashi e Karugo Kurachi (anche se continua ad aumentare di peso duranti i tour); si crea anche un'identità da wrestler in cui è conosciuto come "Machine Jaguar il Cyborg della savana". Partecipa alla Coppa Berserker dove sconfigge Ryo Himuro nel primo incontro dei preliminari ma decide di ritirarsi.
Seishu Akoya (阿古谷 清秋?, Akoya Seishū)
Doppiato da: Rikiya Koyama (ed. giapponese), Andrea Ward (s. 1) e Luca Graziani (s. 2) (ed. italiana)
Lottatore rappresentante della Wakasa Life Insurance. Ex poliziotto ossessionato dal concetto di giustizia, durante i combattimenti viene segretamente aiutato dalla sua presidentessa tramite un dispositivo wireless impiantato nel cranio per tenere sotto controllo la sua vera natura. Egli infatti è contraddistinto da un irrefrenabile istinto omicida, arrivando a uccidere brutalmente chiunque consideri come criminali che vanno contro il suo concetto di giustizia, inclusi i suoi avversari, venendo soprannominato L'Esecutore. Utilizza il Taiho-jutsu, un'arte marziale eclettica sviluppata per essere utilizzata dagli agenti di polizia in modo da sottomettere gli avversari, e le sue ossa sono così resistenti che utilizza il braccio sinistro come uno scudo antisommossa. Nel Torneo di Annientamento Kengan riesce a battere Haruo Kono nel primo turno, ma viene sconfitto da Cosmo Imai nel secondo. Durante la rivolta di Hayami affianca Agito Kanoh eliminando spietatamente diversi Custodi. Dopo il torneo, memore della sua sconfitta, Akoya inizia a perseguire con veemenza una maggiore forza per ottenere l'invincibile "potere della perfetta giustizia", adottando una nuova strategia che consiste nel bloccare il suo avversario sotto il suo avambraccio protettivo evitando eventuali contromisure. Diciotto mesi dopo la fine del torneo, viene sospeso a tempo indeterminato dagli incontri Kengan per aver tentato di uccidere intenzionalmente e mandato in coma Gozo Murobuchi. Indagando su alcuni casi di omicidi scopre che le vittime stavano impersonando dipendenti dell'Associazione Kengan e risale a Ryuki Gaoh. Volendo accertarne la natura Akoya lo sfida al suo rientro negli incontri Kengan e vince, estasiato di aver trovato un compagno nella sua ricerca di giustizia. Partecipa al Torneo Associazione Kengan VS Purgatorio dove affronta Nicolas Le Banner nel nono incontro, ma a causa dell'incontro sempre più violento e potenzialmente letale per i due vengono trattenuti e messi in custodia per il resto del torneo, con il loro incontro annullato. In seguito decide di dare la caccia ai membri del Verme insieme a Ryuki e Setsuna Kiryu, potenziando col tempo la sua tuta da vigilante. Tenta di aiutare Setsuna nel suo scontro con l'Altro Niko Tokita ma viene ostacolato da Gilbert e Willem Fu, vedendosi infine costretto a ritirarsi e salvando il proprio compagno.
Shunka Hiyama (檜山 瞬花?, Hiyama Shunka)
Doppiata da: Fuchigami Mei (ed. giapponese), Monica Vulcano (ed. italiana)
La presidentessa della Wakasa Life Insurance, diventatala dopo la morte del padre nello stesso anno e venendo in seguito salvata da Akoya quando suo cugino cercò di ucciderla per prendere lui stesso il controllo della compagnia. Da allora Hiyama lo vede come il suo salvatore, aiutandolo nella sua risoluta ricerca di giustizia nonostante le sue azioni violente. Possiede un orologio interno perfettamente preciso che le consente di analizzare e calcolare mentalmente problemi numerici con capacità sovrumane, come ad esempio il pattern respiratorio di un combattente. Grazie a ciò è in grado di comunicare tramite un dispositivo wireless le informazioni ad Akoya in modo che quest'ultimo agisca istantaneamente, oltre a fungere da freno inibitore per il suo istinto omicida. Durante il Torneo di Annientamento Kengan assiste Akoya nei suoi incontri, ma alla fine viene scoperta.
Kenzo Yamashita (山下 健蔵?, Yamashita Kenzō)
Doppiata da: Hirakawa Daisuke (ed. giapponese), Dimitri Winter (ep. 4-11) e Alessandro Campaiola (ed. italiana)
Figlio primogenito di Kazuo e il vero presidente della Under Mount Inc. dietro la facciata del suo socio in affari Masahiko Ohta. Kenzo è una persona estremamente calcolatrice e metodologica che preferisce governare nell'ombra, tanto da non essere più uscito dalla sua stanza per un decennio. Non ha scrupoli nell'usare estremi non etici per il progresso scientifico, come cercare di far crescere un cervello da neuroni di ratto. Rimane sorpreso quando scopre che il padre fa parte dell'Associazione Kengan, decidendo di prendere parte al Torneo di Annientamento Kengan ingaggiando la famiglia Kure. Poco prima del secondo incontro, tuttavia, Kenzo viene da loro preso in ostaggio in quanto hanno scoperto la sua vera identità e il loro utilizzo nelle sue mire espansionistiche, venendo rilasciato quando Ohma riesce a sconfiggere Raian. Accompagnato dal fratello Yasuo, vola sull'Isola di Ganryu dove promette al padre che avrebbe saldato i suoi debiti nei riguardi del Gruppo Nogi. Dopo la fine del torneo Kenzo, ora un ex hikikomori, decide di dirigere personalmente la sua compagnia. Incontra Yohei Bando in prigione, apprendendo che questi aveva ricevuto la sponsorizzazione dal Verme in cambio di informazioni sulla sua ricerca relativa al cervello. In seguito visita suo padre avvertendolo che potrebbe aver infranto un tabù cercando di fare un test del DNA su Ohma, rivelandogli come i membri del Verme ne abbiano preso i capelli durante la consegna e che furono lo sponsor segreto della Under Mount nella sua ricerca fino al recente torneo.
Raian Kure (呉 雷庵?, Kure Raian)
Doppiato da: Yoshitsugu Matsuoka (ed. giapponese), Gabriele Trentalance (ed. italiana)
Un membro della famiglia Kure assoldato come lottatore della Under Mount Inc. al Torneo di Annientamento Kengan. Come tutti i suoi esponenti, Raian non è solo un combattente esperto in ogni tipo di arte marziale ma è anche dotato della loro capacità innata conosciuta come la "Liberazione", uno stato in cui incrementa esponenzialmente la forza muscolare che, nel suo caso, sprigiona al 100% le sue capacità. Questo lo ha portato ad avere un comportamento arrogante con atteggiamenti violenti e psicotici, volti a provocare i suoi avversari in modo da ucciderli e dimostrare di essere il più forte; ciò lo porta a essere visto come la pecora nera della famiglia, venendo soprannominato Il Demone. Nel Torneo di Annientamento Kengan riesce a battere Mokichi Robinson nel primo turno, ma viene sconfitto da Ohma nel secondo. Durante la rivolta di Hayami, Raian affronta da solo un folto gruppo di Custodi eliminando anche Moro e Morooka, due membri di alto rango. Dopo la fine del torneo rimane per la maggior parte nel Villaggio Kure aiutando un ripreso Ohma ad allenarsi e decidendo di reimparare lo stile della propria famiglia, iniziando a mostrare un lato più condiscendente. I due, insieme a Retsudo Katahara, riescono a salvare Kazuo Yamashita dagli uomini del Verme. Partecipa al Torneo Associazione Kengan VS Purgatorio in cui combatte contro Alan Wu nel settimo incontro, venendo squalificato per aver ucciso il suo avversario in quanto aveva notato la presenza di Edward Wu e Ji Xia in uno degli ingressi dell'arena. Trovato Edward, Raian lotta sia contro di lui che con Solomon e Fabio Wu fino all'arrivo di Erioh e Xing Wu, dando infine il colpo di grazia al suo avversario grazie al sacrificio del nonno. Un anno dopo il torneo, a causa della differenza di forza tra lui e Gilbert Wu, segue il consiglio datogli da Erioh di recarsi sulle montagne del Tōhoku. Qui trova la pesante spada Otakemaru, allenandosi con essa e ottenendo una forza tale che, al suo ritorno, sconfigge Willem Wu e il suo scagnozzo Sean, divenendo così degno del titolo di Il Re demone. In seguito, su richiesta di Hollis, partecipa all'allenamento di Koga e Ryuki.
Mokichi Robinson (茂吉・ロビンソン?, Mokichi Robinson)
Doppiato da: Katsuki Murase (ed. giapponese), Alberto Angrisano (ed. italiana)
Lottatore rappresentante della Sentory soprannominato Il Prete sterminatore. Allenato duramente e senza alcun riguardo fin da ragazzo da suo padre tramite il bartitsu, arte marziale creata dal suo antenato Shigenosuke Kotouara, finì per scappare di casa all'età di 14 anni, tuffandosi nel mondo criminale dove usò le sue abilità negli incontri clandestini. Tuttavia, dopo aver scoperto che aveva una sorellastra di nome Elena lasciata alle sue cure, Mokichi cambiò in meglio, diventando infine un devoto prete anglicano. Nel Torneo di Annientamento Kengan affronta Raian Kure nel primo turno, venendo sconfitto e ridotto in fin di vita ma fortunatamente salvato da Hajime Hanafusa, riprendendo conoscenza l'ultimo giorno del torneo ma costretto su una sedia a rotelle. Dopo il torneo Mokichi torna in Inghilterra e inizia la sua riabilitazione. Due anni dopo riesce a riprendersi completamente e sfida Lihito in un incontro per il diritto di rappresentare l'Associazione Kengan contro Purgatorio nell'imminente torneo, finendo per perdere.
Sukizo Urita (瓜田 数奇造?, Urita Sukizō)
Doppiato da: Kato Masayuki (ed. giapponese), Gabriele Lopez (ed. italiana)
Il presidente della Penasonic, l'ultimo di una lunga serie di imprenditori della sua famiglia, cui sono, inoltre, asserviti i membri della famiglia Inaba. Proprio per questo divenne il miglior amico di Ryo Inaba fin dai tempi dell'asilo, un'amicizia continuata per tutta la vita e andata oltre il solito rapporto padrone-servitore. Il padre di Urita era un membro della Società dei Cento che, durante i suoi tempi del liceo, su ordine di Katsumasa Hayami ordinò al padre di Inaba di assassinare quello di Akira Nishihonji, l'allora presidente della Nishihonji Security Services. Giurando di non portare il rancore dei loro padri nella loro generazione, Urita lasciò la Società dei Cento dopo essere stato nominato presidente cinque anni dopo, garantendo all'azienda un record di imbattibilità grazie alla sua abilità analitica e utilizzando i lottatori che meglio si adattano al loro avversario. Poco prima l'inizio dell'incontro tra Inaba e Ohma, scommette con Kazuo Yamashita dieci televisori della sua azienda in cambio di una somma equivalente dei prodotti - con Kazuo ignaro che, in realtà, significhi il 10% delle azioni della Penasonic. Certo di avere la vittoria in pugno, Urita rimane scioccato quando a vincere è in realtà Ohma ma decide di mantenere la parola data, venendo, però, fermato da quest'ultimo in quanto non è per cose del genere che lottatori come lui o Inaba combattono, cui si aggiunge (suo malgrado) di comune accordo anche Kazuo, lasciando Urita ammirato nei suoi confronti. Insieme a Inaba aiuta Akira Nishionji a smascherare lo stratagemma di Hiyama e Akoya.
Ryo Inaba (因幡 良?, Inaba Ryō)
Doppiato da: Megumi Ogata (ed. giapponese), Alessio Nissolino (ed. italiana)
Lottatore rappresentante della Penasonic. Discendente di una famiglia di assassini, motivo per cui viene soprannominato Il Fantasma nero, in combattimento utilizza uno stile ideato dai suoi antenati chiamato proprio "Stile Inaba", che comprende un gioco di gambe molto veloce e anche l'utilizzo dei capelli, i quali vengono trattati con una speciale sostanza chimica che li rende più forti e resistenti facendone una vera e propria arma. In apparenza appare come una figura lugubre a causa della sua pelle pallida, i lunghi capelli neri che lo coprono quasi interamente e una postura quadrupede, ma in realtà presenta un viso decisamente carino e possiede un lato di carattere sorprendentemente gradevole; è, inoltre, amico fin dall'infanzia del suo capo Sukizo Urita visti i legami stretti tra le loro famiglie. Nel Torneo di Annientamento Kengan affronta Ohma nel primo turno venendo sconfitto. Due giorni dopo essersi ripreso Inaba aiuta Akira Nishihonji nello smascherare lo stratagemma di Hiyama e Akoya, mettendo al tappeto le guardie della presidentessa, per poi aiutare a respingere i Custodi di Hayami. Quattro anni dopo assiste Urita in una riunione anti-Verme, fornendo ai signori del crimine presenti un elenco dei membri dell'organizzazione nascosti tra i loro subordinati.
Gozo Murobuchi (室淵 剛三?, Murobuchi Gōzō)
Doppiato da: Kazuya Ichijo (ed. giapponese), Stefano Starna (ed. italiana)
Lottatore rappresentante della United Clothing. Figlio di un lanciatore del martello e di una lanciatrice del giavellotto, sicuro di sé e con un atteggiamento indomabile quando si tratta di superare sfide apparentemente insormontabili, Murobuchi divenne un leggendario decatleta dominando in tutti i campi dell'atletica leggera, considerato l'uomo più veloce della Terra e venendo conosciuto come L'Immenso. Dopo essere diventato un eroe nazionale, però, annunciò a sorpresa il suo ritiro, concentrandosi esclusivamente negli incontri Kengan e vincendo diciannove volte consecutive fino a essere sconfitto da Takeshi Wakatsuki. Rincontra il suo vecchio rivale nel primo turno del Torneo di Annientamento Kengan dove, però, perde immediatamente, venendo operato a causa delle ferite e risvegliandosi appena in tempo per aiutare contro i Custodi di Hayami. Dopo la fine del torneo inizia ad allenarsi per riuscire a sconfiggere Wakatsuki. Almeno un anno e mezzo dopo Murobuchi viene brutalmente picchiato da Seishu Akoya in un incontro Kengan e dal nuovo combattente Kokuro Utsubuki, venendo costretto a prendersi un congedo a causa dei suoi infortuni. Nonostante quanto successo garantisce per Akoya come uno dei rappresentanti dell'Associazione Kengan nel torneo contro Purgatorio, facendo notare come non l'abbia ucciso.
Keizaburo Sawada (沢田 慶三郎?, Sawada Keizaburō)
Doppiato da: Hoshi Soichiro (ed. giapponese), Alessio Cerchi (ed. italiana)
Lottatore rappresentante della Murder Music soprannominato L'Uccello dell'oscurità. È caratterizzato da un aspetto androgino su cui risalta l'acconciatura che ricorda quella del leone kabuki. Crede fermamente nelle maniere, nell'etichetta e nell'equità, specialmente nei confronti delle donne, diventando aggressivo quando vengono messe in discussione e in particolare quando gli si fa riferimento con insulti omofobici. Nato da una prominente famiglia di importanti ballerini tradizionali, aveva abbastanza talento per diventarne l'erede, ma un incidente lo spinse ad abbandonare il balletto per diventare un combattente. Durante la sua permanenza alla Scuola superiore Karei, Keizaburo incontrò Lihito per la prima volta dando inizio alla loro rivalità. Riesce a superare i preliminari del Torneo di Annientamento Kengan, ma il suo incontro con Julius Reinhold nel primo turno non si svolge in quanto la sua presidentessa, Yoshiko Togawa, viene costretta a dare forfait. Nel backstage affronta comunque Reinhold, che, però, gli frattura la gamba destra. Durante la rivolta di Hayami aiuta a difendere l'infermeria dai Custodi nonostante le sue condizioni. Quattro anni dopo partecipa alla Coppa Berserker dove viene sconfitto da Falcon nel primo incontro dei preliminari.
Katsumasa Hayami (速水 勝正?, Hayami Katsumasa)
Doppiato da: Tetsuo Kanao (ed. giapponese), Daniele Valenti e Luca Ciarciaglini (ep. 15) (ed. italiana)
Il presidente della Toyo Electric Power Company nonché capo della Società dei Cento, la fazione più grande all'interno dell'Associazione Kengan. Katsumasa è un individuo estremamente intimidatorio capace di esercitare una pressione carismatica che rivaleggia con quella di Metsudo Katahara, verso cui prova un profondo rancore in quanto, in passato, visti i loro diverbi, finì per farsi sfigurare con l'acido il lato sinistro del volto da Erioh Kure. Da allora cercò di accumulare potere all'interno dell'Associazione usando qualunque mezzo, anche commettendo atrocità, per assicurarsi il predominio nel mondo politico e finanziario. Possiede un'indole opportunista, spietata e machiavellica nella sua ambiziosa fame di potere, vedendo coloro che lavorano sotto di lui, non importa quanto abili o capaci possano essere, come poco più che pedine sacrificabili esistenti solo per aiutare a elevare la sua posizione. Sanemitsu Yoroizuka, tuttavia, ricorda che in passato non era un individuo malvagio, descrivendolo come un idealista che perseguiva i suoi obiettivi con i suoi compagni. Durante il viaggio verso l'Isola di Ganryu, approfittando della regola posta ai combattenti da Metsudo, Katsumasa invia i suoi mercenari e assassini per ottenere il maggior numero possibile di lottatori rappresentanti, con solo Ren Nikaido e Masaki Meguro riusciti nel compito, per un totale di sei posizioni; all'arrivo sull'isola sollecita anche Ken Ohya a essere dalla sua parte. Con la sconfitta di Julius Reinhold nel secondo turno perde tutti i suoi lottatori, per cui decide di passare al piano B: attuare una rivolta tramite i suoi Custodi, la quale, però, viene completamente sradicata dagli sforzi di Metsudo e Nogi e venendo imprigionato. Due anni dopo si scopre che Katsumasa, pur avendo perso molto potere, ha ancora una forte influenza, e in un incontro con Kazuo Yamashita e Kaede Akiyama accetta di far partecipare suo "figlio" Masaki al Torneo Associazione Kengan VS Purgatorio in cambio di diventare il vice presidente dell'Associazione in caso di vittoria. Quando scopre che, durante l'evento, Erioh è morto progetta un'altra rivolta ma viene fermato e ucciso da Masaki.
Julius Reinhold (ユリウス・ラインホルト?, Yuriusu Rainhoruto)
Doppiato da: Shirokuma Hiroshi (ed. giapponese), Luca Ghillino (s. 1) e Gianluca Solombrino (s. 2) (ed. italiana)
Lottatore di origini tedesche che partecipa al Torneo di Annientamento Kengan affiliato alla Toyo Electric Power Company. È il combattente con più massa muscolare di tutto il Torneo, ottenuta soprattutto grazie alla massiccia assunzione di medicinali dopanti, motivo per cui viene soprannominato Il Mostro; per poter usare i suoi muscoli a pieno regime ha anche studiato fisiologia, medicina dello sport, psicologia e persino fisica. Crede fermamente che la forza bruta prevalga su tutto, comprese le abilità. Nel Torneo di Annientamento Kengan, invece di combattere contro Keizaburo Sawada nel primo turno, passa direttamente al secondo dopo che la Murder Music è costretta a dare forfait, perdendo contro Takeshi Wakatsuki. Durante la rivolta di Hayami, dopo aver capito che questi lo ha tradito, Julius si scaglia furiosamente contro i Custodi. Dopo il torneo decide di diventare ancora più forte in modo da superare avversari come Wakatsuki, Agito Kanoh e Gensai Kuroki, arrivando a sviluppare il Gott-Töter Steinbohrer, un livello di controllo muscolare così fine che ogni fibra sembra indipendente l'una dall'altra, con il rilascio esplosivo dei suoi muscoli fletti capace di perforare le tecniche di dispersione del danno e di reindirizzamento. Un mese prima del Torneo Associazione Kengan VS Purgatorio, mentre si sta allenando nella sua palestra privata ad Amburgo, Julius viene visitato da Muteba Gizenga per informarlo della competizione. Decide, quindi, di parteciparvi, riuscendo a sconfiggere Toa Mudo nel terzo incontro e consegnando all'Associazione la loro prima vittoria. Due anni dopo partecipa al Torneo del vero campionato come lottatore rappresentante della D4, perdendo nel primo turno contro Agito Kanoh.
Masaki Meguro (目黒 正樹?, Meguro Masaki)
Doppiato da: Kawamoto Noriyuki (ed. giapponese), Emiliano Reggente (ed. italiana)
Uno dei lottatori che partecipano al Torneo di Annientamento Kengan per conto di Katsumasa Hayami, prendendo il posto di quello affiliato alla Umiichi Securities. Psicopatico e violento individuo, è caratterizzato da una postura gobba e bestiale e un inquietante sorriso a bocca aperta da cui lascia penzolare la lingua anormalmente lunga. Ciò è dovuto al fatto che, ogni volta che prova dolore, il suo cervello risponde inondando il suo sistema di oppiodi (in particolare le endorfine) i quali lo convertono in piacere estremo; in questi casi arriva anche a lacrimare sangue dagli occhi, motivo per cui viene soprannominato L'Uomo che piange. Da ragazzo era visto come una futura stella del judo, ma iniziò a stancarsi di mantenere la sua facciata decidendo di uccidere i suoi compagni, il suo insegnante e anche suo padre Hiroki, venendo subito dopo trovato da Hayami che lo salvò dalla prigione in cambio di renderlo una sua pedina. Durante il Torneo affronta Muteba Gizenga nel primo turno, venendo, però, brutalmente ucciso divenendo l'unico lottatore a morire.
Masaki Hayami (速水 正樹?, Hayami Masaki)
Il nuovo lottatore rappresentante della Toyo Electric Power Company conosciuto come "Il Tiro mortale". Si tratta di un clone di Masaki Meguro creato con la tecnologia del Verme, apparendo più giovane ma meno bestiale, e adottato da Katsumasa Hayami. Fu concepito con l'intento di superare il suo modello genetico a causa del suo comportamento instabile, combattendovici regolarmente e, alla morte di quest'ultimo, venne sottoposto all'Huisheng della famiglia Wu, dove tramite degli auricolari gli viene narrata la vita di suo "fratello" in un loop continuo, assimilandone i ricordi e diventando effettivamente come lui, anche se in una versione in cui è in grado di controllare i suoi impulsi. È un individuo educato, gioviale e nel complesso molto rilassato, riuscendo a mantenere la calma anche in situazioni stressanti e possedendo le qualità di un grande negoziatore e leader capace di alleggerire l'umore quando necessario, oltre a essere coinvolto in un circolo di volontari e insegnando talvolta il judo ai bambini. Rispetta suo padre come uomo d'affari ma non la sua ambizione sfrenata, mentre ha uno stretto legame con la sorella Rino. Masaki fa il suo debutto sconfiggendo Kokuro Utsubuki in un incontro Kengan, con shock di tutti i presenti per la sua somiglianza con il defunto Masaki Meguro. Partecipa al Torneo Associazione Kengan VS Purgatorio dove affronta e sconfigge Jurota Arashiyama nell'ottavo incontro. Quando Katsumasa decide di complottare ancora una volta contro l'Associazione Kengan Masaki sceglie di rinnegarlo e lo uccide, frangente in cui rivela di essere sempre stato come suo fratello ma capace di controllarsi.
Tomari Togo (東郷 とまり?, Tōgō Tomari)
Doppiata da: Yū Kobayashi (ed. giapponese), Tatiana Dessi (ed. italiana)
La presidentessa della Iwami Heavy Industries, considerata una pazza della comunità imprenditoriale giapponese: possiede una costante capacità di gestione che contrasta fortemente con i suoi comportamenti bizzarri e viene temuta come una "mercante di morte", non importandole della distruzione e delle morti causate dalle sue armi poiché crede che il suo lavoro finisca con la vendita; ha completarne il quadro ci pensano degli occhi sanpaku e un sorriso da squalo. Prima del Torneo di Annientamento Kengan perde un incontro con il Gruppo Golden Pleasure, entrando in rivalità con Rino Kurayoshi. Assolda Muteba Gizenga dopo che questi ferma alcuni pirati che avevano dirottato una delle sue navi trafficanti di armi, assistendone alla vittoria nel primo turno del torneo. Il giorno del secondo turno Togo propone a Gen Shikano della Gandai la formazione di un'altra fazione, poiché era diffidente nei confronti della crescente influenza di Nogi, divenendone la leader dopo averne scommesso la posizione con la vittoria del rispettivo combattente. Dopo il secondo turno fa installare alcuni prototipi di occhi nelle orbite di Muteba per poterli testare, assistendo al suo scontro con Takeshi Wakatsuki. Diventa furiosa quando Muteba abbandona l'incontro dopo aver subito un grave infortunio, ma in cambio il mercenario le dà il suo biglietto da visita e le garantisce un lavoro gratuito. Due anni dopo riscuote il favore di Muteba chiedendogli di trovare Julius Reinhold per essere uno dei lottatori rappresentanti nel Torneo Associazione Kengan VS Purgatorio.
Muteba Gizenga (ムテバ・ギゼンガ?)
Doppiato da: Taiten Kusunoki (ed. giapponese), Gabriele Tacchi (s. 1) e Antonino Saccone (s. 2) (ed. italiana)
Abile combattente africano proveniente dal Congo soprannominato Il Genocida, Muteba è un mercenario assoldato dalla presidentessa Togo Tomari come lottatore rappresentante della Iwami Heavy Industries. Nonostante la cecità causata in un conflitto delle Guerre civili ivoriane, ha affinato tatto, udito e olfatto per poter continuare a combattere. È un individuo piuttosto calmo e composto ed è noto per trarre piacere dalla "caccia all'uomo" dei suoi avversari, valutando comunque la sua sopravvivenza sopra ogni altra cosa e non uccidendo i suoi avversari senza un valido motivo. Crede nell'ideale che le persone senza denaro o potere dovrebbero conoscere il loro posto, possiede un vorace appetito sessuale ed è anche molto attento alla moda, considerandosi un sapeur. Nel Torneo di Annientamento Kengan riesce a sconfiggere Masaki Meguro nel primo turno e Jun Sekibayashi nel secondo, ma perde contro Takeshi Wakatsuki ai quarti di finale dando forfait. Due anni dopo viene incaricato da Togo di reclutare per lei Julius Reinhold come combattente per l'Associazione Kengan nel torneo contro Purgatorio, durante il quale viene assoldato da Idemitsu Toyoda per una questione di affari, oltre a riconoscere (tramite il senso dell'olfatto) Falcon. Subito dopo il quinto incontro tende un'imboscata all'Altro Niko Tokita, venendo sconfitto ma risparmiato.
Xiao-Hu Hóng (洪 小虎?, Hon Shaofū)
Lottatore rappresentante della Iwami Heavy Industries soprannominato La Tigre mangiauomini del Sichuan. Si presenta calmo e fiducioso delle proprie capacità, ovvero la sua velocità d'attacco e lo stile Jiyi Quan, la cui arte segreta gli consente di controllare la secrezione di oppioidi nel proprio cervello per negare completamente il suo senso del dolore; in questo stato, però, attacca senza riguardo per la sua salute generale, muovendosi anche con lesioni gravi. Nel suo dodicesimo incontro Kengan combatté contro Agito Kanoh, finendo per perdere ma riuscendo a riprendersi. Prima del Torneo di Annientamento Kengan perde contro Rei Mikazuchi e viene incapacitato nel continuare da Rino Kurayoshi disattivandogli il controllo degli oppioidi, inducendogli una quantità estrema di dolore che, a detta di Rei, poteva essergli fatale a causa dello shock. Quattro anni dopo partecipa alla Coppa Berserker dove sconfigge Jinsei Furusaki nel primo incontro dei preliminari ma perde contro Leonardo Silva nel secondo.
Takeru Kiozan (鬼王山 尊?, Kiōzan Takeru)
Doppiato da: Kenta Miyake (ed. giapponese), Luca Graziani (ed. italiana)
Lottatore rappresentante della Magatanien. È un lottatore di sumo jūryō professionista, il cui titolo è per l'appunto Il Lottatore dell'anello del sumo, noto, però, per il suo carattere rissoso che lo ha portato a scontrarsi anche con i fratelli maggiori yokozuna. Takeru è un individuo particolarmente arrogante e molto orgoglioso del suo stile di sumo "antico", una versione antecedente della disciplina in cui può anche calciare, afferrare per i capelli e colpire con il pugno chiuso, considerando il sumo moderno un fallimento e cercando di dimostrare che il suo è migliore; nonostante gli apparenti vantaggi, però, questo stile non è propriamente compatibile per il corpo di un lottatore di sumo, drenando così la resistenza di Takeru molto più velocemente del solito. È comunque dotato di una forza muscolare immensa, con le gambe particolarmente forti che lo rendono veloce nonostante la grande e pesante corporatura. Nel Torneo di Annientamento Kengan affronta Jun Sekibayashi nel primo turno venendo sconfitto. Durante la rivolta di Hayami combatte i Custodi venendo assistito dai suoi fratelli e altri lottatori di sumo. Dopo il torneo Takeru ricomincia a prendere sul serio il sumo moderno e, due anni dopo, sconfigge rapidamente Chiba Takayuki in un incontro Kengan dove è ora conosciuto come Il delinquente sekiwake, ma dopo dodici vittorie consecutive in cui il suo titolo diventa Il Capo ozeki ottiene la sua seconda sconfitta per mano di Ohma.
Saw Paing Yoroizuka (鎧 塚 サーパイン?, Yoroizuka Sa-pain)
Doppiato da: Hiyama Nobuyuki (ed. giapponese), Gabriele Tacchi (ed. italiana)
Lottatore rappresentante del Villaggio dell'alba, noto per essere una testa calda, sfacciato e facilmente eccitabile al punto da urlare frequentemente, motivo per cui viene soprannominato Lo Spirito guerriero ullulante; perfino suo padre adottivo, Sanemitsu Yoroizuka, afferma che Saw Paing non è una persona molto intelligente, sebbene abbia (un certo grado di) buon senso. È un praticante del lethwei, tanto da avere un cranio che viene definito "il teschio più duro dell'umanità" e in grado di contrarre i muscoli a tal punto da dimezzare i danni. Ha una rivalità amichevole ma unilaterale con Kaolan Wongsawat quando quest'ultimo lo sconfisse all'incontro annuale transfrontaliero tra la Birmania e la Thailandia a sedici anni, arrivando anche a superare il confine per sfidarlo a una rivincita. Due anni prima degli eventi Saw Paing venne a conoscenza da Sanemitsu della morte di suo fratello Ne Win Paing, dovuta alla sua partecipazione negli incontri Kengan per sostenere il loro villaggio, motivo per cui gli chiese il favore di trasferire la sua gente in quello di sua proprietà in cambio dei suoi servizi negli incontri Kengan. Nel Torneo di Annientamento Kengan vince il primo turno contro Yoshinari Karo ma perde nel secondo contro Rei Mikazuchi, cosa che lo lascia visibilmente sconvolto in quanto, con la sua sconfitta, Katsumasa Hayami si sarebbe appropriato del Villaggio dell'alba. Ritorna a essere quello di prima dopo aver visto la determinazione di Kaolan contro Agito Kanoh, aiutando a fermare la rivolta di Hayami. Dopo il torneo decide di allenarsi migliorando notevolmente la tecnica dei suoi colpi, oltre a divenire più tattico nel suo approccio al combattimento. Due anni dopo, accanto a Karo, fa il tifo per Kaolan nel primo incontro del Torneo Associazione Kengan VS Purgatorio. Partecipa alla Coppa Berserker dove sconfigge Nam Nhat e Falcon nei preliminari, Cosmo Imai nel primo turno ma perde contro Lihito nelle semifinali.
Yoshinari Karo (賀露 吉成?, Karo Yoshinari)
Doppiato da: Ono Atsushi (ed. giapponese), Daniele Valenti (ed. italiana)
Un pescatore che lavora per le Pescherie Ajiro, diventando il loro combattente nel Torneo di Annientamento Kengan. È un anziano gentiluomo dall'aspetto corpulento e pesante, venendo soprannominato Il Gigante del mare del Giappone, con la nomea di aver compiuto diverse imprese in mare. In quanto pescatore Karo soffre di mal di terra sulla terraferma, ma quando riesce a ritrovare la giusta compostezza è in grado di sferrare colpi da posizioni innaturali, tanto che Jerry Tyson lo descrive avente il tronco come quello di Adam Dudley e un senso dell'equilibrio che rivaleggia con quello di Keizaburo Sawada. Prima del torneo, Karo scoprì i piani della Toyo Electric Power di chiudere le Pescherie Ajiro per costruirvi una struttura ricreativa del loro staff, decidendo di partecipare al Torneo di Annientamento Kengan per impedirlo. Venutolo a sapere, Hayami gli disse che se gli avesse lasciato vincere l'incontro a lui designato avrebbe lasciato stare il porto, ma in seguito Karo ricevette una busta anonima con una chiavetta USB, al cui interno scoprì con orrore il vero intento della Toyo Electric di costruire una centrale nucleare. Nel primo incontro viene sconfitto da Saw-Paing, la cui compagnia deve combattere per Hayami, ma una volta ripresosi aiuta a contrastare la rivolta di quest'ultimo. Due anni dopo tifa insieme a Saw Paing per Kaolan durante il primo incontro del Torneo Associazione Kengan VS Purgatorio.
Masami Nezu (根津 マサミ?, Nezu Masami)
Doppiato da: Hoshino Yusuke (ed. giapponese), Andrea Moretti (ed. italiana)
Capo di una gang di motociclisti e precedente campione dell'organizzazione di combattimenti clandestini Bishamon. Da sempre fan di Mockey Mouse del parco Tochigi Destiny Land, quando gli venne offerto di vestire lui stesso i panni della mascotte dal presidente Kunihiro Yumeno, in cambio di essere il loro lottatore rappresentante soprannominato L'Uomo dalla Terra dei sogni, accettò con gioia, cui si unì anche la sua compagna Miki Takemura nel ruolo di Honald. Quando, però, la Toyo Electric Power decise di affiliare a essa il parco, Masami venne colto da una profonda tristezza, cercando di superarla convincendosi che il sogno che aveva vissuto era ormai finito. Ma quando viene sconfitto da Rei Mikazuchi nel primo turno capisce di non poter dimenticare le sensazioni che aveva vissuto nel parco, venendo consolato e rinvigorito da Miki. Due anni dopo viene rivelato che ha smesso di combattere dopo essersi sposato con Miki.
Rino Kurayoshi (倉吉 理乃?, Kurayoshi Rino)
Doppiata da: Aki Toyosaki (ed. giapponese), Georgia Lepore (s. 1) e Camilla Marcucci (s. 2) (ed. italiana)
Presidentessa del Gruppo Gold Pleasure, in cui è conosciuta come l'"Ape regina", e figlia biologica di Katsumasa Hayami. Rino è una bella donna dall'aspetto d'alta classe, dotata della capacità di poter usare i propri feromoni per sopprimere gli istinti dei maschi in modo da persuaderli e costringerli a fare ciò che vuole; generalmente utilizza questa sua capacità per far smettere di combattere gli avversari sconfitti da Rei, in quanto ha una repulsione per le "morti innaturali". Durante il Torneo di Annientamento Kengan rimane sempre al fianco di Rei, confortandolo dopo aver perso contro Gensai Kuroki. Due anni dopo, quando Ryo Himuro le chiede informazioni sulla disponibilità di Rei per il Torneo Associazione Kengan VS Purgatorio, gli dice fermamente che non vuole più usarlo per scopi politici. Durante il torneo appare all'ingresso dell'arena dopo la vittoria del "fratello" Masaki Hayami contro Jurota Arashiyama, dispiacendosi per le sue condizioni.
Rei Mikazuchi (御雷 零?, Mikazuchi Rei)
Doppiato da: Daisuke Ono (ed. giapponese), Fabio Gervasi (ed. italiana)
Ex assassino e lottatore rappresentante del Gruppo Gold Pleasure, mostrando sentimenti di amore verso la presidentessa Rino Kurayoshi che, dopo aver fallito nell'eliminarla, lo fece uscire dal suo stato d'animo apatico. È soprannominato Il Dio lampo in quanto è l'attuale maestro dello Stile Raishin, un'arte marziale che si crede fu creata 1200 anni fa dal dio del tuono giapponese Takemikazuchi, focalizzandosi sul fatto che i suoi utilizzatori entrino in uno stato in cui sono un tutt'uno con l'ambiente circostante, rendendosi così incredibilmente veloci da "diventare come il lampo"; a causa della costituzione fisica unica richiesta per usarlo, però, può essere usato solo da coloro che hanno il sangue dei Mikazuchi. Grazie a ciò Rei è in grado di terminare gli incontri quasi all'istante, ma se combatte contro avversari in grado di resistergli risulta svantaggiato. Durante il Torneo di Annientamento Kengan riesce a sconfiggere Masami Nezu nel primo turno e Saw Paing nel secondo, venendo sconfitto nei quarti di finale da Gensai Kuroki, colui che uccise suo padre. Benché confortato da Rino, Rei si promette di riuscire a sconfiggere Kuroki e, dopo il torneo, va in Cina per allenarsi con la famiglia Wu, imparando le loro tecniche e in seguito allenandosi con Sen Hatsumi. Durante il Torneo Associazione Kengan VS Purgatorio, Rei e Sen assistono allo scontro tra Ohma e Rolón Donaire, e alla fine di esso sconfiggono facilmente vari membri del Verme infiltrati nello stadio su richiesta di Xing Wu. Durante la ricerca di Ryuki Gaoh nell'Interno decide di accompagnare il gruppo dell'Associazione entro un certo punto, fungendo da retroguardia e sconfiggendo Tenjin, con quest'ultimo, però, che si suicida con il veleno per non essere interrogato.
Ren Nikaido (二階堂 蓮?, Nikaidō Ren)
Doppiato da: Sawashiro Chiharu (ed. giapponese), Stefano Broccoletti (ed. italiana)
Il capitano dei Lupi celesti, un gruppo mercenario cinese, conosciuto come Il Guardiano. È una persona decisamente narcisista con una ferma convinzione nelle proprie forze, disposto a usare la forza letale per mantenere l'ordine. Lui e i suoi compagni sono in grado di usare il Pugno del Lupo celeste, una perduta arte marziale cinese sullo stile giapponese inizialmente creata per adattarsi al combattimento sul campo di battaglia, la quale comprende la tecnica segreta Qinlong ("Dragone strano" nella traduzione italiana dell'anime), suddivisa in tre fasi per immobilizzare e colpire l'avversario, risultando talmente complessa che la si poteva eseguire solo negli allenamenti. Viene assoldato da Katsumasa Hayami prendendo il posto di Hisayasu Takemoto come combattente affiliato alla Byakuya News, ma finisce per perdere nel primo turno contro Setsuna Kiryu. Ripresosi grazie alle cure della sua collega Mei, lui e gli altri Lupi celesti iniziano a piazzare delle bombe all'esterno dello stadio su ordine di Hayami, ma dopo aver scoperto il tradimento di quest'ultimo si adoperano per disarmarle. Dopo il torneo, Ren visita la tomba improvvisata di Masaki Meguro rendendogli omaggio. Due anni dopo diventa una delle guardie del corpo di Metsudo Katahara, sorprendendo all'interno della sua villa Ryuki Gaoh e attaccandolo ma venendo fermati dal suo padrone. Insieme ai Lupi celesti raccoglie informazioni sulla storia personale di Falcon, passandole a Mana Kimishima, e più avanti aiutano nella cattura di Ji Xia.
Kirimi Takakaze (鷹風 切巳?, Takakaze Kirimi)
Doppiato da: Ryota Takeuchi (ed. giapponese), Luca Ciarciaglini (ed. italiana)
L'eccentrico presidente della Motorhead Motors, nato in una ricca famiglia da cui ha ereditato l'azienda e noto per essere un anticonformista generalmente rilassato e accomodante. Prima dell'inizio del Torneo di Annientamento Kengan viene contattato dal suo vecchio amico Gensai Kuroki, chiedendogli di iscriverlo al torneo come suo lottatore rappresentante. Nonostante alla fine vinca il torneo sceglie di dare la posizione di nuovo presidente dell'Associazione Kengan a Nogi, affermando apertamente di avere scarso interesse per il potere e l'autorità e che quella posizione sia troppo pesante da gestire. Due anni dopo Takakaze giunge nella riserva di una tribù degli Stati Uniti per via di Nogi, discutendo insieme a Kuroki della crescita di Lihito e assistendo all'incontro di quest'ultimo contro Falcon nel Torneo Associazione Kengan VS Purgatorio.
Gensai Kuroki (黒木 玄斎?, Kuroki Gensai)
Doppiato da: Tesshō Genda (ed. giapponese), Gabriele Tacchi (ed. italiana)
Un famoso assassino nel mondo criminale generalmente severo e taciturno, che non fa chiacchiere oziose e parla solo quando è necessario, evitando di sprecare le sue parole e il suo tempo. Combatte utilizzando lo Stile Kaiwan, un'arte marziale ryukyuaniana insegnatagli dal suo maestro Kazufumi Shimochi che combina il karate, il Naha-te e le arti marziali cinesi, ponendo grande enfasi sulla ricerca dei meridiani, sui punti dell'agopuntura e sul Qi Gong, ma soprattutto sul condizionamento delle mani colpendo oggetti come sacchi di sabbia, pali di bambù e persino pietre, con il risultato di renderle estremamente resistenti e durevoli. Da ciò deriva il titolo di Kuroki, La Lancia del diavolo, ovvero la mossa caratteristica dello Stile Kaiwan in cui le mani vengono usate per trafiggere l'avversario. Avendo, inoltre, conosciuto e stretto amicizia con molti maestri di famose arti marziali, come Niko Tokita e Genzan Taira, Kuroki ne è diventato estremamente esperto tanto da capire come contrastarle. Viene invitato a partecipare al Torneo di Annientamento Kengan da Metsudo Katahara, chiedendo al suo vecchio amico Kirimi Takakaze di iscriverlo come lottatore rappresentante della Motorhead Motors dove sconfigge Lihito, Setsuna Kiryu, Rei Mikazuchi e diventando il primo a essere riuscito a sconfiggere Agito Kanoh, per poi vincere la finale contro Ohma. Dopo il torneo, benché non sia tipo da prendere allievi, Kuroki acconsente di addestrare Lihito nelle basi dello Stile Kaiwan, assistendo due anni dopo al suo combattimento contro Falcon nel Torneo Associazione Kengan VS Purgatorio. Subito dopo viene sfidato dallo stesso Falcon sconfiggendolo con un solo colpo. Viene ingaggiato da una fazione del primo ministro giapponese per eliminare Wulong Shen insieme ad Agito e Rolón Donaire, dimostrandosi l'unico capace di tenergli testa prima che il combattimento venga interrotto dai funzionari del governo.
Takayuki Chiba (千葉 貴之?, Chiba Takayuki)
Doppiato da: Hoshino Takanori (ed. giapponese), Emanuele Durante e Paolo Corridore (ep. 6) (ed. italiana)
Un attore, ovvero una persona in grado di assumere la forma e la personalità di altre persone, e proprio per questo viene soprannominato L'Uomo senza volto. È anche in grado di imitare perfettamente lo stile di combattimento di qualsiasi combattente che abbia visto anche una sola volta, ma ciò risulta leggermente ingannevole poiché, in realtà, richiede circa due ore di prove per ogni mossa o combinazione che desidera imitare; inoltre, può solo imitare i movimenti, non abilità uniche o tratti fisici, e la loro potenza si adatta alla propria forza fisica. Assoldato da Yoshiro Yoshitake come nuovo lottatore rappresentante dell'Immobiliare Yoshitake, Chiba combatte nel primo turno dove, però, perde immediatamente contro Sen Hatsumi. Lo stesso esito si ripeterà due anni dopo contro Takeru Kiozan. Partecipa alla Coppa Berserker dove sconfigge Takero Ushiroda nel primo incontro dei preliminari ma perde con Ryuki Gaoh nel secondo, nonostante si sia dimostrato capace di fondere lo stile Senzaforma di Agito Kanoh con il silat di Rolón Donaire e rischiando quasi di morire a causa dei pesanti danni ricevuti.
Yoshiro Yoshitake (義武 啓郎?, Yoshitake Yoshirō)
Doppiato da: Yamamoto Kanehira (ed. giapponese), Ivan Andreani (ed. italiana)
Il presidente dell'Immobiliare Yoshitake, un individuo esteriormente effeminato e appariscente con la tendenza a prendersela con chi è più debole di lui per alimentare la sua autostima, non ha remore a buttare via le persone che lo hanno deluso ed è sempre alla ricerca della cosa migliore. Nonostante questo atteggiamento, Yoshitake a volte mostra un lato più premuroso e disponibile, come quando ha informato Kazuo Yamashita sul funzionamento interno dell'Associazione Kengan. Nei giorni antecedenti al Torneo di Annientamento Kengan ha come lottatore rappresentante Lihito, ma dopo la sconfitta di quest'ultimo contro Ohma lo rimpiazza con Takayuki Chiba. Poco prima dell'inizio del torneo ingaggia i lottatori Saito Aki e Takero Ushiroda come sue guardie del corpo, i quali, durante il combattimento tra Chiba e Sen Hatsumi, lo proteggono da un uomo che crede sia stato assoldato da Nogi. Tuttavia, non solo Chiba perde l'incontro ma Nogi rivela che l'uomo, Kiyoshi Honma, era divenuto da poco membro dell'Associazione Kengan grazie a lui, e quindi, sulla carta, è Yoshitake a essere nel torto dato che non sono consentiti combattimenti fuori dall'arena.
Hajime Hanafusa (英 はじめ?, Hanafusa Hajime)
Doppiato da: Akira Ishida (ed. giapponese), Stefano Broccoletti (ed. italiana)
Un agente speciale del governo giapponese assoldato per eliminare il criminale Yohei Bando nel Torneo di Annientamento Kengan, cui prende parte come lottatore rappresentante dell'università di Teito conosciuto come Il Dissettore. Hanafusa è incredibilmente dotato nel campo della medicina, biologia e chirurgia tanto da capire come danneggiare il corpo umano, aver creato dai suoi stessi femori delle spade retrattili e riuscendo a rianimare e curare lottatori che hanno subito ferite mortali; è, inoltre, abile nell’arte del Lingshu Chin Na. Dotato di una certa vena folle, tanto che non si fa problemi a voler sperimentare sui combattenti e (soprattutto) su sé stesso - come alterare chirurgicamente il proprio ipotalamo per limitare la sua capacità di trasmettere segnali neurali, con conseguente perdita completa della capacità di provare dolore -, riesce comunque a trattenersi grazie al suo senso logico. Durante il torneo si occupa di curare i lottatori feriti insieme alla sua assistente Kokomi Yoshizawa per, poi, combattere nel primo turno dove perde contro Yohei Bando, riuscendo comunque a infettarlo con un virus mortale. Durante la rivolta di Hayami aiuta a difendere l'infermeria dai Custodi insieme ai lottatori presenti. Due anni dopo arriva al Villaggio Kure dove spiega a Kazuo Yamashita di essere riuscito a salvare Ohma trapiantandogli un cuore, ricevuto anonimamente e che sembrava essere stato fatto appositamente per lui. In seguito riprende a curare i lottatori nel Torneo Associazione Kengan VS Purgatorio, riconoscendo Terashi come suo ex paziente.
Yohei Bando (板東 洋平?, Bandō Yōhei)
Doppiato da: Naomi Kusumi (ed. giapponese), Alessandro Ballico (ed. italiana)
Yohei Bando era uno studente di medicina d'élite che, per ragioni sconosciute, fece irruzione negli uffici della yakuza per tre anni consecutivi, uccidendo in questo lasso di tempo diciassette persone e ferendone gravemente cinque. Durante il suo arresto due agenti vennero uccisi e altri quattro furono feriti gravemente finché non si arrese volutamente, con l'intero evento che suscitò molta attenzione pubblica. Fu messo nel braccio della morte e impiccato 45 volte nei successivi 25 anni ma sopravvisse ogni volta, spingendo il governo giapponese a cercare una forma di esecuzione extralegale. Il motivo della sua incredibile resistenza non sono solo i suoi densi muscoli ma anche il fatto di essere dotato di un'anormale flessibilità articolare, con un raggio di movimento laterale di 140°; inoltre, è capace di dislocare le articolazioni delle braccia, allungandole e usandole come delle fruste dal grande potere d'impatto. Viene assoldato dal presidente della Juoh Communications, Seisuke Takada, per diventare il loro lottatore rappresentante nel Torneo di Annientamento Kengan, dove viene soprannominato La Zanna sanguinosa, in cambio della libertà temporanea e del permesso di poter distruggere i suoi avversari. Combatte nel primo turno contro Hajime Hanafusa, dove riesce a vincere ma finendo per essere infettato da un virus dal suo avversario, il quale era stato incaricato di eliminarlo. Tuttavia, viene salvato appena in tempo dal presidente della Furumi Farmaceutici, Heihachi Furumi, in modo che possa combattere nel secondo turno contro Sen Hatsumi e venendo sconfitto. Viene liberato affinché aiuti a fermare i Custodi di Hayami per, poi, essere di nuovo imprigionato. Dopo il torneo Bando riceve una visita da Kenzo Yamashita, il quale gli chiede se in passato c'era qualcuno che aveva garantito la sua ricerca sul cervello, al ché il condannato rivela dell'esistenza di un gruppo sconosciuto il quale lo aveva finanziato in cambio dei risultati e che si scoprirà essere il Verme.
Kaolan Wongsawat (ガオラン・ウォンサワット?, Gaoran Wonsawatto)
Doppiato da: Kenjirō Tsuda e Daisuke Hirakawa (Drama CD) (ed. giapponese), Fabio Gervasi (ed. italiana)
Famoso pugile thailandese nonché attuale campione dei pesi massimi in quattro diverse organizzazioni e guardia del corpo personale di Rama XIII. In combattimento Kaolan utilizza la boxe e il muay thai, con capacità fisiche che gli permettono di colpire ad hoc da qualsiasi posizione. La sua mossa caratteristica è il Flash, una raffica di tredici-quindici colpi rapidi e acuti eseguita in un istante. Kaolan iniziò la sua carriera come combattente nak muay venti anni fa, quando il re di Thailandia Rama XII notò i suoi talenti, e guadagnandosi presto il nome di Dio thai della guerra. A quindici anni si unì all'annuale incontro transfrontaliero tra la Birmania e la Thailandia dove incontrò Saw Paing Yoroizuka, l'unico che riuscì a sconfiggere per decisione del giudice invece che per K.O. Un giorno Kaolan si rese conto che il solo muay thai non era abbastanza se doveva agire come guardia del corpo, per cui decise di compensarlo con la boxe. Viene scelto dal presidente della Yato Trading Corporation, Tadashi Iida, come lottatore rappresentante nel Torneo di Annientamento Kengan in cambio del suo completo supporto alla Thailandia in caso di vittoria. Nel torneo riesce a battere Suekichi Kaneda nel primo turno ma viene sconfitto da Agito Kanoh nel secondo. Durante la rivolta di Hayami affronta i Custodi insieme a Kaneda, Cosmo Imai e Adam Dudley, riuscendo a sconfiggerli tutti tranne Min Long. Qualche tempo dopo il torneo Kaolan annuncia il suo ritorno nella boxe, allenando principalmente il pugno destro per evitare che si rifrantumi come è successo con Agito. Durante i suoi allenamenti viene avvicinato da Rama XIII a cui chiede di ristabilire il suo onore partecipando al Torneo Associazione Kengan VS Purgatorio, cosa che il sovrano acconsente. È il primo a combattere contro Carlos Mendez in cui, nonostante si dimostri più forte dell'avversario, perde per uscita dal ring. Due anni dopo partecipa al Torneo del vero campionato come lottatore rappresentante della Garo, dove sconfigge Jurota Arashiyama nel primo turno e Justin Kitagawa nelle semifinali ma perde di nuovo contro Agito nella finale.
Naoya Okubo (大久保 直也?, Ōkubo Naoya)
Doppiato da: Konishi Katsuyuki (ed. giapponese), Stefano Starna (ed. italiana)
Lottatore rappresentante della Muji TV e campione assoluto della Ultimate Fight MMA, soprannominato Il Re del combattimento. Inizialmente un giocatore di baseball, con il sogno di entrare a far parte delle grandi leghe, Naoya si unì alla squadra di wrestling nel suo primo anno di scuola media dove si distinse presto come un talentuoso lottatore, piazzandosi tra i primi 4 a livello nazionale e vincendo nell'ultimo anno i campionati nazionali, guadagnandosi un posto in quelli mondiali. Tuttavia, all'improvviso smise e iniziò a praticare la boxe, a cui partecipò per due anni (diventando un membro della squadra nazionale) prima di smettere e unirsi alle MMA. Molti credevano che non ce l'avrebbe fatta visti i suoi precedenti andamenti, ma Naoya non aveva mai smesso di allenarsi con il wrestling durante il suo periodo con la boxe, finendo per diventare il primo peso massimo giapponese della Ultimate Fight. Le sue conoscenze lo rendono un artista marziale misto a tutto tondo e potente, con la sua specialità nel grappling. La sua vera forza, tuttavia, non risiede in tecniche appariscenti o segrete, ma in una sintesi fluida di mosse di base che alterna per confondere e sopraffare l'avversario. Durante il Torneo di Annientamento Kengan osserva i combattimenti assieme a Lihito, Himuro e Kaneda per, poi, combattere nell'ultimo scontro del primo turno contro Agito Kanoh dove finisce per perdere. Durante la rivolta di Hayami affianca Himuro contro i Custodi e, successivamente, incaricato da Akira Nishihonji di prendere il posto di Cosmo Imai viste le condizioni di quest'ultimo. Cosmo, tuttavia, riesce a sorprendere Naoya grazie alla sua nuova preveggenza e a mantenere la sua posizione. Due anni dopo viene selezionato per partecipare al Torneo Associazione Kengan VS Purgatorio, dove affronta e vince contro Terashi nell'undicesimo incontro.
Tokumichi Tokuno'o (徳尾 徳道?, Tokuno'o Tokumichi)
Un lottatore affiliato agli incontri Kengan da cinque anni, noto per "ritirarsi" spesso a causa della sua occupazione principale come scrittore professionista dovuta alla sua passione per la letteratura, in cui utilizza lo pseudonimo Nitoku Onomichi, e ritornando solo quando è a corto di soldi. Ironicamente tutti i suoi cinque romanzi hanno fallito, diventando visibilmente depresso quando il suo lavoro viene criticato. È un individuo molto rilassato e, come si addice alla sua occupazione, è articolato e acuto ma anche scaltro. Pratica il sambo, con Cosmo Imai che afferma di non aver mai visto nessuno eguagliare Nitoku in dure sottomissioni nei combattimenti pubblici o clandestini, e per via del suo intenso allenamento la sua forza muscolare e resistenza sono aumentate a tal punto da sferrare colpi potenti, anche se dilettantistici nella tecnica, e resistere ad altrettanti; inoltre, grazie al suo intelletto, è capace di distinguere le tecniche da pochi istanti di osservazione. In passato incontrò l'autore Shunroku Teramoto, che lo convinse ad allontanarsi dalla letteratura per ricominciare con maggiore libertà interiore. Avendo bisogno di una distrazione dalla scrittura, Nitoku entrò nell'industria delle arti marziali clandestine prima di debuttare negli incontri Kengan su consiglio di un amico. Prima del Torneo di Annientamento Kengan perse per la prima volta contro Agito Kanoh, nonostante gli avesse dato filo da torcere, e fu costretto alla riabilitazione per sei mesi dalle ferite riportate nel combattimento. Due anni dopo il torneo ritorna negli incontri Kengan come combattente freelance sconfiggendo il falso Mumon Yuzaki. Benché percepisca l'avvicinarsi del nuovo torneo tra l'Associazione Kengan e Purgatorio rifiuta la richiesta di Kazuo Yamashita, credendo che i soldi della sua vittoria saranno sufficienti a sostenerlo, ma dopo averli spesi tutti riesce a chiamarlo appena in tempo per partecipare. Combatte nel decimo incontro dove perde contro Dongcheng Liu.

## Purgatorio
Una delle più importanti organizzazioni di combattimenti clandestini in Giappone fondata da Idemitsu Toyoda, la cui politica di mettere l'intrattenimento in primo piano ha portato un sostegno esplosivo e radunato molti Gladiatori (termine usato per indicare i lottatori), tutti artisti marziali di talento divisi in lista C, B e A che vengono pagati con grandi somme di denaro per i combattimenti. Di recente Purgatorio è diventata la più grande promozione di combattimenti clandestini in Giappone, con un impulso maggiore persino dell'Associazione Kengan. Le regole degli incontri sono uniche e si distinguono da quelle di altre organizzazioni con un perfetto equilibrio tra "estremo e competitivo": si perde se non si riesce ad alzarsi entro 10 secondi, qualsiasi parte del corpo entra in contatto con il terreno fuori dal ring, e se l'avversario viene ucciso il lottatore viene squalificato e gli vengono confiscati anche i soldi del combattimento. A seguito del torneo contro l'Associazione Kengan, nonostante l'intenzione iniziale che l'organizzazione sconfitta entrasse a far parte della vincitrice, Hideki Nogi decide di rendere Purgatorio una sussidiaria dell'Associazione, in modo da non creare disguidi tra le diverse regole delle due.
Idemitsu Toyoda (豊田 出光?, Toyoda Idemitsu)
Il magnate più ricco del Giappone e il rappresentante dell'organizzazione clandestina di arti marziali Purgatorio. Il suo patrimonio totale supera quello dell'Associazione Kengan (anche con i contributi delle corporazioni associate), avendo abbastanza ricchezza da comprare un intero paese se lo desidera. Idemitsu è un uomo estremamente ambizioso, con una natura particolarmente giovanile; Mana Kimishima nota come sia schiavo dei suoi desideri come lo è un bambino, con la differenza che sa quando trattenersi. Nonostante questo, trattandosi di un mercante di "informazioni", è ingannevolmente scaltro e acuto, oltre a essere un combattente abbastanza abile. È anche apertamente avaro, dovuto al fatto di aver abbandonato all'età di diciotto anni il sindacato criminale fondato da suo nonno, il quale fece fortuna nella speculazione fondiaria del dopoguerra, e ricominciando praticamente da zero, diventando a venti anni una leggenda vivente. Invitati Nogi, Kazuo Yamashita e Kimishima in una delle sue ville, Idemitsu afferma che la competizione tra Associazione Kengan contro Purgatorio si terrà tra un mese invece che tra un anno, pur dovendo sottostare alla condizione che i combattenti di entrambe le fazioni resteranno tredici, cosa che per lui non è un problema in quanto fiducioso di vincere. Durante l'inizio del primo incontro del torneo si incontra con Tomari Togo e Muteba Gizenga, salutando allegramente quest'ultimo e chiedendogli di parlare di affari dopo il torneo, non tardando a ricontattarlo dopo aver assistito alla morte (e al comportamento in generale) di Naidan Mönkhbat nel quinto incontro, chiedendogli di fare un lavoro per lui.
Rolón Donaire (ロロン・ドネア?, Roron Donea)
Un leggendario istruttore di arti marziali dell'esercito filippino, il cui nome è noto a tutti gli artisti marziali del sud-est asiatico. È un individuo raccolto ed equilibrato, molto analitico quando parla di combattimenti così come intuitivo, in grado di capire la situazione che ha di fronte e anche quello che potrebbe pensare un'altra persona. A 20 anni Rolón venne notato dal Verme che cercò di reclutarlo, finendo per massacrarne gli uomini. Alla fine lasciò alle spalle la vita militare per servire come guardia del corpo di importanti nomi della malavita criminale, momento in cui, quando aveva 24 anni, combatté contro un giovane Gensai Kuroki finché il loro bersaglio non venne ucciso ponendo prematuramente fine al combattimento. Rolón fece parte di Purgatorio sin dal suo inizio, venendo conosciuto come Il Mostro di Manila, e da allora non ha perso un incontro, detenendo un insondabile record di 422 vittorie e guadagnandosi il titolo di Re. Lo stile principale di Rolón è il silat, ed è in grado di sferrare i pugni ruotando le scapole, il che mantiene fermo il suo nucleo migliorandone il movimento torcente. Secondo Jurota, tuttavia, la sua più grande forza è la sua adattabilità, riuscendo così ad aggirare le difese degli avversari, oltre ad avere la conoscenza dei punti di agopuntura e di utilizzare la pre-iniziativa. Un anno prima degli eventi di Kengan Omega, Rolón divenne il campione dei play-off Ultimate Gladiator di Purgatorio. Durante il Torneo Associazione Kengan VS Purgatorio assiste ai combattimenti commentandone gli eventi. Dopo la morte di Naidan e l'improvvisa furia di Dongcheng, lui e altri Gladiatori entrano sul ring per farlo ragionare riportandolo alla loro entrata per, poi, incontrarsi con i lottatori dell'Associazione venendo a conoscenza dell'infiltrazione del Verme in entrambe le fazioni. In seguito ferma il combattimento tra Nicolas Le Banner e Seishu Akoya, e partecipa al tredicesimo e ultimo incontro con Ohma, perdendo sia lo spareggio che il torneo. Successivamente diventa il primo candidato per il Torneo del vero campionato come lottatore rappresentante di Purgatorio. Si unisce a Kuroki e Agito Kanoh per eliminare Wulong Shen, affrontando Zhan Fu prima che il combattimento venga interrotto dai funzionari del governo. Due anni dopo partecipa al Torneo del vero campionato dove sconfigge Ramon Yuko.
Carlos Medel (カーロス・メデル?, Kārosu Mederu)
Gladiatore di lista A di Purgatorio conosciuto come El Dorado ed ex pugile professionista, campione in cinque divisioni di peso e pugile Pound for pound numero uno nella storia, tanto da essere stato adorato come un dio ad Acapulco prima di diventare un artista marziale clandestino. Di altezza media e dalla pelle color bronzo, Carlos si è costruito molti fisici durante la sua carriera di pugile, con il suo aspetto che variava da magro e definito a massiccio e voluminoso, ma dopo aver lasciato la boxe ha perso tutto il peso inutile a favore di agilità e manovrabilità, divenendo magro e asciutto al punto da venire considerato emaciato: il risultato è che è in grado di scagliare colpi rapidi e precisi, i quali, però, hanno il solo scopo di scuotere psicologicamente l'avversario, e ha una resistenza minore; inoltre, pratica la capoeira e il Ditangquan. Partecipa al Torneo Associazione Kengan VS Purgatorio dove affronta e sconfigge Kaolan Wongswat nel primo incontro facendolo finire per primo fuori dal ring, pur riportando ferite serie. Riconoscendo di non essere abbastanza forte, decide di non usare la capoeira e di aumentare la sua forza nel colpire. Durante il nono incontro interviene insieme a Lihito per fermare la furia di Akoya. Dopo il torneo Medel affronta e sconfigge Koga in un incontro per, poi, allenarlo su richiesta di quest'ultimo, assistendo in seguito al suo combattimento contro Leonardo Silva nella Coppa Berserker come commentatore.
Falcon (隼?, Hayabusa)
Vero nome Albert Lee (アルバート・リー?, Arubāto Rī), è un gladiatore di lista A di Purgatorio conosciuto come La Morte vagabonda. Terzo figlio di un ricco proprietario di una società commerciale a Singapore, durante l'infanzia imparò il Taijiquan ma lo abbandonò prima della scuola media. In seguito iniziò una carriera come mago, ma dal momento che non poteva guadagnarsi da vivere solo con la magia decise di intraprendere un secondo lavoro come "demolitore", un particolare tipo di sicario destinato a brutalizzare e ferire i bersagli; collaborò anche con Muteba Gizenga quando quest'ultimo aveva un contratto in Malesia. Successivamente venne notato dalla promozione di arti marziali clandestine con sede a Pechino nota come Heroic Tales, divenendo il campione dei pesi medi e ricavando una piccola fortuna. Prima di uno dei suoi incontri Albert andò al cinema a vedere un film sui ninja, scoprendo di amarne il concetto stesso e sviluppando un'ossessione per loro, al punto da crearsi il proprio stile ninjutsu e assumendo il nome in codice "Falcon" vista l'affilatezza delle unghie delle mani e dei piedi. Qualche tempo dopo venne notato dallo stesso Idemitsu Toyoda, che lo convinse a unirsi a Purgatorio dicendogli che avrebbe potuto incontrare dei veri ninja in Giappone. Insieme a Idemitsu assiste a un incontro Kengan in cui partecipa il lottatore Mumon Yuzaki, informandolo in seguito che quest'ultimo era un falso. Partecipa al Torneo Associazione Kengan VS Purgatorio dove affronta e sconfigge Lihito nel secondo incontro, pur vincendo attraverso delle iniezioni di veleno tramite l'alluce ma riconoscendo il valore del suo avversario. Dopo l'incontro Falcon decide di scontrarsi con Gensai Kuroki, credendolo erroneamente un "maestro ninja", nonostante gli infortuni, finendo inevitabilmente per perdere con un solo colpo al collo. Ciò nonostante continua a definirsi come uno dei suoi studenti, con irritazione di Lihito verso cui rimane sprezzante nei confronti delle sue lamentele sull'uso del veleno, facendogli osservare che non è contro le regole di Purgatorio. Partecipa alla Coppa Berserker dove sconfigge Keizaburo Sawada nel primo incontro dei preliminari ma perde contro Saw Paing nel secondo.
Toa Mudo (トア・ムドー?, Toa Mudō)
Gladiatore di lista A di Purgatorio conosciuto come La Bestia della distruzione. È un gigante proveniente da una tribù māori della Nuova Zelanda, la cui forza lo ha reso noto per aver modellato il terreno del Parco nazionale del Fiordland. Tuttavia, respinge l'eredità di guerriero, considerandosi un "cercatore" che persegue il titolo di più forte e disprezzando le persone che non considera degni avversari. Combatte usando la tradizionale arte marziale tramandata dalla famiglia Mudo, incentrata sulla difesa e sui contrattacchi. A un certo punto Toa divenne il campione dei pesi liberi di Heroic Tales per, poi, venire notato da Idemitsu Toyoda che lo fece entrare in Purgatorio, pur non senza problemi. In uno dei suoi combattimenti clandestini sconfisse suo fratello Rona Mudo, il quale cercò di riportarlo alla ragione spiegandogli che il suo comportamento stava disonorando il nome del suo antenato, Jonah Mudo, un leggendario eroe maori che difese il paese dagli invasori stranieri. Ma a Toa non importò dato che intendeva dimostrare di essere il più forte. In seguito combatté contro Rolón Donaire per il titolo di re di Purgatorio ma, nonostante la sua forza superiore, finì per perdere. Partecipa al Torneo Associazione Kengan VS Purgatorio dove viene sconfitto da Julius Reinhold nel terzo incontro, sancendo la prima sconfitta di Purgatorio nel torneo.
Hikaru Yumigahama (弓ヶ浜 ヒカル?, Yumigahama Hikaru)
Gladiatore di lista A di Purgatorio, diventatolo dopo aver abbandonato l'Associazione Kengan e, non meno importante, Metsudo Katahara come sesta Zanna di Metsudo dopo Agito Kanoh, divenendo noto come La Zanna traditrice. Il motivo del suo gesto era perché voleva entrare in Purgatorio in quanto quest'ultima prometteva "condizioni migliori", sfruttando il titolo di Zanna di Metsudo come trampolino di lancio e rivelandosi un arrogante altamente egocentrico; durante la sua fuga, inoltre, Hikaru uccise la Guardia del corpo Yasunaga, che lavorava per Misasa quando era il capitano della quinta squadra, facendo sviluppare a quest'ultimo un rancore personale contro di lui. L'arma principale di Hikaru sembra essere la forza bruta, e nonostante la sua corporatura pesante è ingannevolmente agile e veloce. Si definisce un esperto di arti marziali, dove diventa letteralmente un'"arma umana": può implementare tecniche di combattimento armato mentre combatte a mani nude, dando l'impressione di combattere impugnando armi. Ciò nonostante la sua forza fisica e quella mentale non sono eguali, venendo definito come la Zanna di Metsudo più debole. In uno dei suoi combattimenti sconfisse Jose Kanzaki, che sfiderà di nuovo quando, a causa del suo atteggiamento, colpisce Koga mentre accompagna Kazuo Yamashita in uno degli incontri di Purgatorio. Hikaru riesce a vincere il combattimento al prezzo del suo braccio destro rotto. Partecipa al Torneo Associazione Kengan VS Purgatorio, volendo essere il primo sfidante per evitare di dare ad Agito o Misasa, l'attuale Zanna, la soddisfazione di affrontarlo, ma viene colpito da Carlos Medel per ciò che è successo con Jose. All'inizio del quarto incontro viene provocato da Misasa che entra per primo sul ring, costringendolo a scendere in campo e a finire miseramente sconfitto. Due anni dopo Hikaru lascia Purgatorio, diventando un sicario al soldo della Yakuza nella città natale di Koga. Tuttavia, vista la sua mancanza di lealtà, la Yakuza stessa interruppe i suoi rapporti con lui ritenendolo un peso, dando una soffiata a Kosuke Asari che avverte Koga, il quale si vendica di cosa fece a lui e Jose riducendolo in condizioni critiche; poco prima di andarsene, inoltre, Koga gli rivela che la Yakuza si trova sulle sue tracce e che avrebbe dovuto abbandonare la città.
Jurota Arashiyama (嵐山 十郎太?, Arashiyama Jūrōta)
Individuo stoico con una mente analitica e sempre consapevole di ciò che lo circonda, Jurota fu un campione fin dai sedici anni nei campionati di judo giapponesi, smettendo di partecipare ai tornei due anni dopo quando capì di avere poche ragioni per combattere a causa della sua forza. Questo finché non scoprì, in una trasmissione, l'esistenza di Masaki Meguro mentre conquistava i campionati nazionali giovanili di judo. Riconoscendone il talento e la forza decise che lo avrebbe reso suo rivale e rientrò nel mondo del judo, solo per scoprire che Meguro era scomparso dopo aver ucciso suo padre e tre insegnanti. Affascinato dal vero potere del ragazzo, Jurota scomparve sia dalla scena delle arti marziali pubbliche che dal mondo per affinare ulteriormente la sua tecnica, isolandosi e trascorrendo quindici anni a perfezionare il suo judo, riuscendo a creare la tecnica dell'Oscillazione: prendendo i vestiti dell'avversario, agganciandoli con le dita o anche usando nient'altro che l'attrito su di esse, fintanto che ha stabilito una presa può lanciare i suoi avversari senza bisogno di afferrarli completamente, in un lancio così veloce che anche quelli con un'incredibile visione cinetica, come Kazuo e Koga, non possono notarlo subito. In seguito si unì a Purgatorio sconfiggendo facilmente il suo primo avversario, il gladiatore di lista A Mumon Yuzaki, e divenendo uno dei due re di Purgatorio conosciuto come Il Re gentile. I suoi piani, tuttavia, fallirono di nuovo quando seppe della morte di Meguro al Torneo di Annientamento Kengan cinque anni dopo. Partecipa al Torneo Associazione Kengan VS Purgatorio dove affronta nell'ottavo incontro Masaki Hayami, il "fratello minore" del suo proclamato rivale, e venendo sconfitto, contento però di aver finalmente avuto l'incontro che cercava. Nei due anni dopo il torneo Jurota passa agli incontri Kengan, sigillando il suo stile di combattimento precedentemente esclusivo del judo e incorporando colpi sorprendenti (seppur tecnicamente non raffinati), accumulando rapidamente quindici vittorie e riuscendo a sconfiggere Agito Kanoh, divenendo il secondo candidato dell'Associazione nel Torneo del vero campionato cui partecipa come lottatore rappresentante dove, però, viene sconfitto da Kaolan Wongsawat nel primo turno.
Nicolas Le Banner (ニコラ・レ・バンナ?, Nikora re Ban'na) / Jean-Luc (ジャン・リュック?, Jan Ryukku)
Gladiatore di lista A di Purgatorio conosciuto come Il Tristo mietitore di Parigi. In realtà il suo vero nome è Jean-Luc, un ex agente delle forze speciali francesi appartenente alla stessa unità del vero Nicolas Le Banner, quest'ultimo un sociopatico che non si faceva problemi a uccidere i civili, considerandosi la cura per mantenere l'armonia nel mondo. Sei anni fa vennero inviati in una zona di guerra dove Nicolas uccise brutalmente diversi civili e la sua stessa unità, con Jean costretto a combattere e a uccidere il suo ex amico. Incapace di comprendere di aver assassinato il "protagonista" della sua storia, Jean-Luc divenne "Nicolas Le Banner" nel tentativo di razionalizzare ciò che aveva appena fatto, apparendo, quindi, come un uomo accomodante dal comportamento sociale che cela uno psicopatico assetato di sangue, considerando l'omicidio un divertimento anche a scapito della propria vita. Fuggì in Giappone dove si unì a Purgatorio, guadagnando un record incoerente come gladiatore di lista A a causa della sua personalità volubile e venendo retrocesso nella lista B, prima di risalire. I suoi attributi chiave sono la velocità, i riflessi e la precisione, con un tempo di reazione massimo di 0,078 secondi e un'apertura alare di 191 cm che gli consente di colpire mantenendo una distanza di sicurezza. Ha, inoltre, creato il Sahate, uno stile eclettico che incorpora tecniche di scherma, savate e alcuni elementi del karate per colpire parti del sistema nervoso tramite colpi di palmo aperto e nukite in modo simile a uno stocco, provocando una perdita di funzionalità nell'area colpita; tuttavia, nemmeno Nicolas può prevedere quando l'area interessata perderà sensibilità. Partecipa al Torneo Associazione Kengan VS Purgatorio dove affronta Seishu Akoya, i cui ideali rispecchiano quelli del vero Nicolas, nel nono incontro. A causa dell'incontro sempre più violento e potenzialmente letale per i due - con Jean che ricorda il momento in cui uccise Nicolas -, vengono trattenuti e messi in custodia per il resto del torneo e il loro incontro viene annullato, con Jean che in infermeria sviluppa uno disturbo dissociativo dell'identità tra lui e Nicolas.
Dongcheng Liu (劉東 成?, Riu Doonchan)
Nato a Taipei da Xicheng Liu e madre cinese, entrambi importanti artisti marziali nelle loro terre d'origine, Dongcheng crebbe fino a diventare uno strumento politico tra le due famiglie, allenandosi fin dall'infanzia con suo padre in cinque differenti stili e nel Fa jin, diventando un abile artista marziale. Si unì a Purgatorio sin dalla sua fondazione, divenendo un gladiatore di lista A noto come Tre Pugni Demoniaci: Serpente, mantenendo questo status abbastanza a lungo da essere considerato un combattente veterano. Dongcheng è un individuo composto caratterizzato da un temperamento volatile: disprezza i tipi loquaci o poetici ma è disposto a comportarsi in modo più amichevole nei confronti di coloro che ottengono la sua simpatia, come quando incontrò e sconfisse Naidan Mönkhbat tre anni prima del torneo, con i due che divennero grandi amici pur parlandosi raramente. Proprio a causa del suo temperamento è sempre diffidente nel combattere a meno che non lo ritenga utile, mascherandolo con una varietà di scuse. All'inizio del Torneo Associazione Kengan VS Purgatorio rifiuta di combattere nel primo e nel quarto incontro, mentre nel quinto viene preceduto da Naidan, rimanendo confuso dal suo comportamento criptico e in seguito terrorizzato dalle sue dichiarazioni che lo portano alla morte per mano di Ryuki Gaoh. Giunto sul ring Dongcheng fa appena in tempo a sentire le parole di Naidan sul fatto di non fidarsi di Nicolas Le Banner, per poi, furioso dal dolore, cercare di uccidere Ryuki venendo fermato dai membri di entrambe le fazioni e, infine, da Rolón Donaire. Dopo i successivi due incontri questi gli chiede se voglia essere sostituito ma Dongcheng rifiuta, affrontando e vincendo contro Tokumichi Tokuno'o nel decimo incontro, cosa che porta entrambi a diventare amici e ad abbandonare i suoi propositi di vendetta verso Ryuki.
Terashi (赫?)
Un assassino professionista famoso per aver completato omicidi considerati quasi impossibili. Viene incaricato dal governo francese di uccidere Nicolas Le Banner in un incontro clandestino, e per prepararsi Terashi chiese ad Hajime Hanafusa di praticargli un intervento chirurgico volto a cambiargli il volto e alterare l'ipotalamo: il risultato è che è in grado di vibrare a un'intensità quindici volte superiore in modo da disperdere gli impatti dei colpi e trasmetterle anche nei suoi avversari, oltre a una visione cinetica estremamente potente. Entrambe le sue funzioni, però, hanno delle limitazioni: per evitare una commozione cerebrale non lascia vibrare la testa e, dopo due minuti, deve aspettare venti secondi per rinfrescare il suo corpo senza surriscaldarlo, mentre l'enorme quantità di informazioni ricevute dalla visione cinetica rischia di procurargli gravi danni cerebrali, costringendolo a nascondere gli occhi dietro delle protezioni come la sua maschera taijitu - omaggio al famoso sicario cinese Fa il cui nome utilizza lo stesso kanji del suo pseudonimo. Successivamente Terashi si unì a Bishamon prima che l'organizzazione venisse assorbita da Purgatorio come mezzo per passare inosservato e, grazie alla sua esibizione nell'incontro di debutto, divenne un gladiatore di lista B conosciuto come L'Incubo silente. Partecipa al Torneo Associazione Kengan VS Purgatorio affrontando Naoya Okubo nell'undicesimo incontro, sottovalutandone la forza come artista marziale e venendo sconfitto. In segno di rispetto Terashi ammette la superiorità di Okubo per, poi, dirigersi in infermeria dove si trova Nicolas, ma quando capisce che non è effettivamente il suo obiettivo se ne va dicendogli di stare attento.
Kim Janggi (キム・チャンギ?, Kimu Changi)
Gladiatore di lista A proveniente dalla Corea conosciuto come God-Speed, descritto come un giovane umile e raffinato che non riesce a distinguersi tra i suoi compagni, in parte a causa dei tanti altri Kim registrati in Purgatorio. È un praticante di taekwondo trasferitosi a Osaka durante la scuola elementare a causa del lavoro dei suoi genitori. Durante il Torneo Associazione Kengan VS Purgatorio è uno dei combattenti sostituti e, successivamente, viene presentato come una delle cinque Supernove in cui detiene il miglior record. Partecipa alla Coppa Berserker dove sconfigge Ikkai Onoda nel primo incontro dei preliminari, decidendo, però, di lasciare la competizione.
Mark Myers (マーク・マイヤーズ?, Māku Maiyāzu)
Un criminale violento, caratterizzato dal fisico massiccio e intimidatorio con il volto coperto da una maschera, che in passato servì come guardia del corpo della mafia. Venne rinchiuso nel carcere di massima sicurezza di Illinois per la morte di oltre duecento persone, con una condanna totale di tremila anni, finché Idemitsu Toyoda fece un accordo segreto con l'America per liberarlo e renderlo un gladiatore di lista C di Purgatorio, dove è conosciuto come Il Mostro di Illinois. Prima del Torneo Associazione Kengan VS Purgatorio combatte contro Tommy Strummer per poter salire di lista, e sebbene abbia perso è stato in grado di ferire gravemente il suo avversario prima di perdere i sensi. Due anni dopo il torneo riesce ad avanzare nella lista B grazie a oltre duecento vittorie, con il potenziale per raggiungere anche la lista A; durante questo tempo diviene in grado di contrarre i muscoli in modo da migliorare notevolmente la resistenza e la potenza d'urto, venendo, tuttavia, limitato nei movimenti e con le articolazioni ancora vulnerabili. Partecipa alla Coppa Berserker dove sconfigge Pitali Klitschko nel primo incontro dei preliminari, arrivando facilmente alle semifinali a causa dell'abbandono di diversi partecipanti dove viene sconfitto da Lihito. È ispirato a Michael Myers mentre la sua maschera a quella di Jason Voorhees.

## Verme
Un'antica società segreta cinese che ha tirato le fila di guerre e politica per migliaia di anni, infiltrandosi in quasi ogni istituzione. Il loro tratto distintivo è un tatuaggio a forma di centipede nero. Sotto il Capo ci sono due tipi di subordinati di alto rango: i diretti subordinati, riconoscibili dal tatuaggio bianco, e gli ufficiali, responsabili dei vari rami dell'organizzazione. Sotto gli ufficiali ci sono i combattenti anziani, che addestrano e indottrinano i medi e giovani alla causa; i combattenti giovani hanno anche diversi subordinati. I membri di rango inferiore possono essere combattenti o sabotatori, noti per usare la chirurgia ricostruttiva nell'impersonare le persone. D'altra parte, i combattenti anziani non falsificano la loro identità e per questo sono più difficili da smascherare.
Wulong Shen (申 我龍?, Shen Ūron)
Una persona di grande importanza all'interno del Verme conosciuto come Il Connettore che, tramite l'uso dell'Huisheng e un metodo di "mancanza del respiro" della respirazione yogica per rallentare il processo di invecchiamento, è riuscito a vivere per migliaia di anni, divenendo probabilmente il più grande artista marziale esistente: le sue abilità sono così elevate che per la maggior parte non vengono percepite, apparendo, quindi, come un normale uomo di mezza età. Secondo Mukaku nessuno sa da quanto tempo esista: un vecchio gli disse che viveva sulle montagne della Cina dall'età dei miti, considerato dalla gente del posto un saggio immortale per lo più innocuo - al punto che raramente interagiva con le persone -, ma in rare occasioni emergeva un "individuo aberrante". Ha un atteggiamento distaccato e disinvolto verso quasi tutto, al punto da risultare stravagante, come quando chiede di incontrare Koga semplicemente per la sua vittoria su Ji Xia ignorando di trovarsi in una posizione ostile all'Associazione Kengan, oppure quando per poco non rivela il suo nome a Kazuo Yamashita prima di usare lo pseudonimo Jackie Lee, arrivando anche a condividere un drink con lui e Joji Narushima e instaurando un legame sincero con quest'ultimo; inoltre, nonostante sia il vero Capo del Verme non è interessato a trattarne i membri come subordinati, lasciando il posto a Yan Xia. Si dimostra sorprendentemente umile, arrivando a dire che chiunque potrebbe compiere un'impresa se conoscesse i giusti principi, ed è molto perspicace e analitico, con l'abitudine di confrontare le varie abilità marziali delle persone. Dietro questo suo comportamento spensierato, però, è celato un individuo che si considera il "sistema immunitario" a cui la Terra fa appello per sradicare gli ingiusti. 1300 anni prima sconfisse il Capo del Verme in un duello, prendendo l'organizzazione sotto il suo controllo e dichiarando guerra alla famiglia Wu originale, portando quest'ultima a dividersi in tre fazioni separate (pensando che ciò avrebbe portato l'ira di Dio sulle persone che lo infastidivano). Negli anni '30 il precedente Shen Wulong spazzò via la Tribù del Drago perché non erano d'accordo con l'uso della clonazione per prolungare la sua vita, risparmiando la vita solo a un giovane Xiu Long (il futuro Mukaku). Incontrò la sua fine durante una delle incursioni di Metsudo Katahara ed Erioh Kure nei nascondigli del Verme, limitandosi semplicemente a congratularsi con loro prima di venire divorato dalle fiamme. Scoperto che Mukaku possiede Ryuki dopo il rientro di quest'ultimo nell'Interno lo raggiunge, ma solo dopo che il gruppo dell'Associazione ha liberato il ragazzo, per poi eliminarlo dopo essersi auto imposto dei limiti corporei così da godersi il combattimento. In seguito sconvolge l'intera Associazione neutralizzando facilmente le guardie durante il loro incontro e accetta la proposta di Nogi di risolvere il conflitto tramite l'incontro Kengan. Su richiesta di Joji accetta di dare consigli a Koga così che possa sconfiggerlo, estendendoli anche a Ohma e Ryuki. Successivamente rivelerà a Kazuo - il quale aveva intuito il suo segreto durante la precedente visita - che esiste un altro individuo dentro di lui soprannominato "Tigre", a causa del processo di clonazione e simboleggiato dalla sua policoria: la sua coscienza risiede nell'emisfero destro del cervello ed è sempre presente, con Wulong (che egli chiama "Drago") che agisce come personalità dominante e può permettergli di controllare il proprio corpo. In questi frangenti si presenta come molto più vivace, indossando anche abiti alla moda, ma come la sua controparte ama combattere, soprattutto contro chi può competere con lui. Wulong rivela che ha bisogno di Ryuki e Ohma - rispettivamente aventi i geni suoi e della Tigre - per poter rendere entrambi completi tramite un trapianto di cervello, ma di fronte allo sconvolgimento di Kazuo accetta di scartare il piano a condizione che ci sia qualcuno in grado di tenergli testa. Col tempo inizia sempre più a frequentare quelli che considera suoi amici e "compagni di giochi", tanto da scontrarsi con Luohan a causa dell'aperto antagonismo di quest'ultimo nei suoi confronti e con la Tigre, preso per la prima volta il controllo del corpo, che ordina ai Death Dealers di disattivare le loro armi di distruzione di massa.
Yan Xia (夏 ヤン?, Sha Yan)
Il Capo del Verme, anche se occupa la posizione a causa del comportamento di Wulong. Unica cosa che condivide con il fratello Ji è la sindrome del superuomo di basso livello, differenziandosi dall'essere molto più calmo e imparziale, e pur ammettendo di impallidire in termini di talento innato dimostra di essergli superiore. Non mostra mai le sue emozioni e non sembra troppo infastidito dalle buffonate di Wulong (essendoci abituato), arrivando a insultarlo sarcasticamente, ma perdendo il suo contegno quando questi fa cose che stravolgono i loro piani; di contro considera la Tigre un leader più efficiente e pragmatico, preferendo addirittura che continui a essere presente. Finisce per assistere al Torneo del Vero campionato, dato che Wulong aveva detto di esserne interessato (solo per poi cambiare idea e andare da Ohma), dove si rende conto di come i lottatori stiano diventato più forti, definendo un errore il fatto di aver mostrato la forza del Connettore all'Associazione Kengan e che, al contrario, li stia spingendo a rafforzarsi.
Ji Xia (夏 忌?, Sha Jī)
Il capo del ramo dell'Estremo Oriente del Verme e fratello gemello di Yan, caratterizzato da un comportamento stravagante con un atteggiamento apparentemente spensierato e rilassato. Nonostante sia più un assassino che un combattente ha un acume per le arti marziali quasi impareggiabile, tanto che si dice sia sprecato per qualcuno come lui dato che non si allena e delega i compiti ai suoi scagnozzi; possiede anche un'innata capacità nel rilevare il pericolo. È una delle poche persone nate con la sindrome del superuomo, possedendo un livello di resistenza ridicolo, ma nel suo caso è solo due volte più forte di una persona normale. In passato fu un candidato per uno dei rituali gu umani dell'Altro Niko Tokita, riuscendo, però, a scappare. Con l'obiettivo di diventare il prossimo Capo del Verme Ji assassinò il suo stesso padre quando vi era al comando, ma Shen scelse suo fratello Yan come successore, sentendosi frustrato e cercando in tutti i modi di prendersi quello che secondo lui gli spettava di diritto. Al termine del Torneo di Annientamento Kengan assassina Ranjo affinché non riveli informazioni. Due anni dopo Ji viene ripreso da Edward in quanto Ryuki Gaoh stava uccidendo diversi membri del Verme. In seguito ruba un campione di DNA appartenente a Ohma che Kazuo Yamashita voleva analizzare, portandolo dopo tre mesi a cercare di ucciderlo insieme a Koga ma venendo fermato in tempo da Ohma e Raian Kure, riuscendo a sopravvivere ai colpi di quest'ultimo e scappare senza che nessuno se ne accorga. Durante il Torneo Associazione Kengan VS Purgatorio rimane sorpreso di scoprire che Naidan Mönkhbat non era solo un membro del Verme ma uno dei diretti subordinati del Capo, e sebbene sapesse che anche Tian Lu lo era si è astenuto dal rivelarlo a Edward, il quale stava perdendo la pazienza nei suoi riguardi a causa della segretezza dell'organizzazione. Durante il settimo incontro assistono alla morte di Alan per mano di Raian, con Ji che viene preso a pugni da Edward come vendetta per ciò che è successo e rimanendo poi scioccato dalla comparsa dell'Altro Niko Tokita. Fugge durante il combattimento tra Edward e Raian ma viene raggiunto e pestato da Mitsuyo Kureishi e Joji Narushima, approfittando, però, di un loro momento di distrazione per salvarsi. Costretto a nascondersi, viene recuperato da suo fratello Yan che gli ordina di tenere un basso profilo pur continuando a indebolire l'Associazione Kengan, scoprendo, però, che quest'ultima lo stava sempre monitorando e finendo nel fuoco incrociato tra i suoi lottatori e Seishu Akoya e Ryuki. Trovato da Ohma è costretto ad affrontare Koga con in palio la sua libertà ma perde contro la nuova forza del ragazzo.
Edward Wu (エドワード・呉?, Edowādo Ū)
Il leader della Fazione occidentale della famiglia Wu, un gruppo derivato che viaggiò in Occidente in modo simile ai loro parenti Kure in Giappone. In un momento sconosciuto Edward e il resto della fazione divennero traditori della famiglia Wu, diventando infine un membro affiliato del Verme conosciuto come Il Re dell'Ade; in realtà Edward prende molto sul serio i suoi affari personali con i Kure, orgoglioso del suo clan tanto da ritenerlo molto diverso, se non superiore, al Verme. È un combattente molto potente, con un terrificante grado di forza anche per un Wu. Mostra un certo interesse nel ricongiungere la fazione occidentale con quella principale, così come con la famiglia Kure, dovuto al fatto che è un contenitore dei ricordi del loro antenato Hei Wu, anche se Edward possiede quasi del tutto il controllo. Una delle vittime di Edward fu il mentore di Xing Wu, portando quest'ultimo a cercare vendetta contro di lui. A un certo punto insegnò le basi del Guihun (la controparte della Liberazione) all'Altro Niko Tokita poiché quest'ultimo voleva che i suoi studenti lo imparassero. Alla fine del Torneo di Annientamento Kengan, Edward si incontra insieme a Ji Xia e Wangfang Fei a Hong Kong per discutere del mancato recupero e della presunta perdita di Ohma. Due anni dopo contatta Idemitsu Toyoda per chiedergli di rappresentare Purgatorio nell'imminente torneo contro l'Associazione Kengan, in modo da risolvere la questione con i Kure, per poi insospettirsi quando Ryuki Gaoh inizia a uccidere tutti i membri del Verme mandati a catturarlo. Pur non partecipando direttamente nel Torneo Associazione Kengan VS Purgatorio, assiste agli incontri dalla piscina termale. Quando scopre che sia Naidan Mönkhbat che Tian Lu sono membri del Verme - quest'ultimo lo studente dell'Altro Niko quando utilizza il Guihun -, Edward chiede a Ji se il Verme gli stia nascondendo qualcosa; entrambi, poi, vengono visti da Raian Kure e assistono all'arrivo dell'Altro Niko. Nonostante sia all'oscuro delle ragioni dietro le azioni degli agenti del Verme, Edward capisce che il loro capo ha dei piani, oltre ad aver rinunciato a Ji e, quindi, non ha più motivo di proteggerlo. Pochi secondi dopo viene trovato da Raian, venendo aiutato dai suoi "ricambi" Solomon e Fabio Wu fino all'arrivo di Erioh e Xing. Grazie anche all'arrivo di Hollis e Reiichi Kure, i tre vengono sopraffatti, seppur la sconfitta di Edward si è resa necessaria con il sacrificio di Erioh.
Gilbert Wu (ギルバート・呉?, Girubāto Ū)
Membro della Fazione occidentale della famiglia Wu, conosciuto come Il Demone della morte, nonché clone e figlio di Edward Wu, il quale, invece di renderlo un altro contenitore di Hei Wu, ha usato l'Huisheng per fargli ereditare le sue memorie: ciò rende Gilbert letteralmente una sua reincarnazione in una versione più giovane e migliore, ereditandone sia il carattere orgoglioso che un tasso di liberazione del Guihun del 100%. Dopo la morte di Edward e degli altri ricambi di Hei Wu, all'interno della Fazione occidentale scoppia una guerra civile tra gli affiliati di Gilbert e i membri moderati, guidati dallo zio Howard, che vede il primo vincitore, dichiarando Hei Wu un ricordo del passato e riunendo tutti i membri sotto la sua guida. Due anni dopo Horio Kure e Xing Wu riferiscono l'accaduto a Nogi, Idemitsu Toyoda e Metsudo Katahara, portando Horio a credere che ora la Fazione occidentale è più pericolosa con Gilbert come leader rispetto a Edward. Più avanti si inginocchia davanti a Shen Wulong riconoscendone la forza. Dopo aver, però, fallito nel finire Seishu Akoya e Setsuna Kiryu durante la loro imboscata verso l'Altro Niko Tokita, Gilbert capisce che il suo corpo giovanile lo ha reso più immaturo, decidendo di accrescere la propria forza tanto da voler sorpassare Edward e, per questo, rinominandosi Il Dio degli Inferi come il loro progenitore.
Altro Niko Tokita (もう一人りの 十鬼蛇 二虎?, Mōhitori no Tokita Niko)
Doppiato da: Wataru Takagi (ed. giapponese), Marco Giansante (ed. italiana)
Uno dei tanti orfani raccolti da Mukaku Gaoh nell'Interno e il quinto Niko Tokita, il quale riuscì a creare le proprie tecniche come parte dello Stile Niko ma, poiché erano intrinsecamente imperfette, decise di abbandonarlo quando scoprì quello Senza forma. Tradì il suo maestro e si alleò con il Verme insieme alla propria fazione, composta dai suoi studenti. È un orgoglioso artista marziale, caratterizzato da dei lineamenti selvaggi simili a quelli di una tigre, assetato di potere e che non si fa problemi a usare gli altri per il proprio guadagno. Ventitré anni prima degli eventi L'Altro Niko sperimentò dei rituali gu umani su alcuni dei suoi studenti (tra cui Agito Kanoh e Tian Lu); inoltre, grazie a Edward Wu, imparò il Guihun per poterglielo insegnare, dei quali l'unico in grado di sopportare lo sforzo di liberare la propria forza latente fu Tian. Dieci anni dopo assistette segretamente all'allenamento di Ohma sotto la tutela del suo Niko, incontrando anche Setsuna Kiryu a cui raccontò una mezza verità su Niko Tokita e addestrandolo nello Stile Niko prima di inviarlo da Genzan Taira. Tre anni dopo apparve davanti a Ohma, dicendogli di dimenticare lo Stile Niko perché lui lo avrebbe reso forte, conferendogli la tecnica Spirito possessore e chiamandolo "Involucro della Tigre" - ovvero il suo erede nello Stile Niko - prima di andarsene. Quando il Niko di Ohma fermò la sua furia, alimentata dallo Spirito possessore, sfidò e combatté l'Altro Niko in una battaglia brutale. Benché Setsuna affermi che abbia perso la vita in cambio di ferire gravemente Niko, in realtà l'Altro Niko sopravvisse e si nascose. Durante il Torneo Associazione Kengan VS Purgatorio uccide le guardie nella sala monitor, apparendo sugli schermi durante il dodicesimo incontro tra il suo studente Wangfang Fei e Takeshi Wakatsuki solo per dire al primo di usare lo Stile Niko. Mentre si ritira cade in un'imboscata di Muteba Gizenga, incaricato da Idemitsu Toyoda di ucciderlo, uscendone vittorioso ma risparmiandolo dopo avervi perso interesse. Riflettendo sulla morte di Wangfang afferma che ora possiede i dati necessari per evolvere ulteriormente lo Stile Niko. Due anni dopo viene assalito da Setsuna e, benché riesca a sconfiggerlo, subisce pesanti danni, ma prima che possa finirlo questi viene salvato da Seishu Akoya. Viene convinto da Luohan Shen a fare squadra per sconfiggere Wulong, pianificando, comunque, di tradirlo a causa della sua personalità.
Naidan Mönkhbat (ナイダン・ムンフバト?, Naidan Munfubato)
Un membro di alto rango del Verme, entratovi volontariamente quando era un orfano di quindici anni e venendo addestrato per sei anni nel bökh da Jadamba Sumyabaazar. Attraverso un intenso allenamento Naidan riuscì a ottenere un'enorme potenza fisica, tra cui dei muscoli "aderenti" - appropriati per il grappling -, e padroneggiando la tecnica del Khüch, con cui è in grado di manipolare e dominare il flusso di potenza dell'avversario in modo simile al reindirezzamento dello Stile Niko; sviluppò, inoltre, l'Occhio del cielo, una tecnica che gli consente di entrare consapevolmente nello stato del flusso, permettendogli di vedere in modo simile a una prospettiva aerea in cui può prevedere e contrastare avversari più veloci di lui, ma che dipende interamente dalla sua concentrazione, dall'abilità deduttiva e dalla capacità fisica di agire sulle previsioni. Alla fine del suo addestramento Naidan uccise il suo mastro come processo finale, facendosi strada tra i ranghi del Verme e venendo promosso come diretto subordinato del Capo dell'organizzazione. Tre anni prima del Torneo Associazione Kengan VS Purgatorio si infiltrò in quest'ultima combattendo contro Dongcheng Liu nel suo incontro di debutto, con i due che divennero buoni amici e divenendo un gladiatore di lista A conosciuto come Il Falco di Ordos. Nel torneo combatte nel quinto incontro con Ryuki Gaoh, rivelandogli di essere un membro del Verme per costringerlo a ucciderlo (nonostante le regole) in modo da liberarne il potenziale e renderlo un "Connettore" per guidare l'organizzazione. Davanti alla reticenza del suo avversario, però, Naidan decide di provocarlo, prima insinuandogli di star dubitando delle intenzioni di Mukaku e poi minacciando di uccidere Koga e Kazuo Yamashita per averlo cambiato, finendo per farsi uccidere. Nei suoi ultimi momenti avverte Dongcheng di non fidarsi di Nicolas Le Banner.
Tian Lu (呂 天?, Ruū Tien)
Una celebrità di Hong Kong che appare severo e senza fronzoli, la cui capacità di socializzare e formare legami sinceri con gli altri maschera la sua bestia interiore. Dotato di un fisico robusto abbinato a rapidi riflessi cinetici, è in grado di schivare e persino assorbire dei forti colpi, dimostrando un controllo e una competenza eccezionali in scenari di combattimento caotici. Circa venticinque anni prima degli eventi di Kengan Omega, Tian prese parte a un rituale gu umano come quello di Agito Kanoh, sopravvivendo e diventando uno studente dell'Altro Niko Tokita che gli insegnò personalmente a perfezionare lo stile Senza forma, oltre a pagare Edward Wu per insegnargli il Guihun: in questo modo Tian è in grado di liberare il 96% della propria forza latente; essendo imperfetto, però, è in grado di usarla liberamente al 74%, oltre il quale diventa furioso e affatica il corpo. Qualche tempo dopo incontrò Ji Xia, che desiderava diventare il prossimo capo del Verme e tentò di convincerlo a unirsi alla sua causa ma rifiutando e deridendolo. In risposta Ji denigrò sia lui che la fazione dell'Altro Niko ordinando ai suoi tre scagnozzi di ucciderlo, ma Tian li sconfisse brutalmente e risparmiò Ji, ammirandone la determinazione nel raggiungere il suo obiettivo. Qualche tempo dopo quell'incidente Tian entrò in Purgatorio, facendosi strada come uno dei suoi gladiatori di prima qualità e adottando l'epiteto Tre pugni demoniaci: Centipede, cosa ironica visto che il simbolo del Verme è il suddetto invertebrato. Partecipa al Torneo Associazione Kengan VS Purgatorio dove affronta Agito Kanoh nel sesto incontro facendogli notare il braccialetto che indossava ogni partecipante ai rituali gu, deridendolo come un "prototipo" inferiore in quanto non aveva padroneggiato completamente lo stile Senza forma ma finendo per perdere. Fuggito e rintanatosi in un nascondiglio del Verme nelle fogne, muore contro Seishu Akoya anche dopo aver liberato il 100% del Guihun.
Alan Wu (アラン・呉?, Aran Ū)
Un infiltrato del Verme all'interno di Purgatorio dove è conosciuto come Il Re del massacro. È un assassino di discendenza francese della Fazione occidentale della famiglia Wu che è stato sottoposto all'Huisheng fin dall'infanzia, diventando il contenitore dei ricordi di Hei Wu. È arrogante e aggressivo, disprezzando le abilità degli altri, anche dei gladiatori di Purgatorio, deridendoli per non essere "veri combattenti" ai suoi occhi: ironico visto che, pur avendo un tasso di liberazione del Guihun del 100%, non disdegna di portarsi un coltello in caso di necessità; l'influenza di Hei Wu definisce persino il modo in cui tratta i suoi "discendenti", ad esempio vedendo Raian Kure sia come un giocattolo da rompere che come uno dei suoi figli, in quanto, a differenza delle sue controparti, la sua personalità è un mix più completo dei due. Partecipa al Torneo Associazione Kengan VS Purgatorio dove affronta Raian nel settimo incontro, finendo per essere letteralmente strappato a metà quando questi nota Edward Wu e Ji Xia in una delle entrate dell'arena. Nonostante si scopra che nascondeva un coltello, viene dichiarato vincitore postumo in quanto Raian lo ha deliberatamente ucciso.
Wangfang Fei (飛 王芳?, Fuhei Wanfuan)
Un artista marziale di Sichuan e uno dei tre studenti sopravvissuti dell'Altro Niko Tokita insieme a Long Min e Ranjo. Immensamente orgoglioso di essere l'erede dell'Altro Niko, prova rancore verso Ohma, considerandolo un estraneo a cui il suo maestro ha insegnato la tecnica Spirito possessore per capriccio. A differenza degli altri studenti a cui era stato insegnato Spirito possessore e Demone caduto, Wangfang scoprì che, per ragioni a lui sconosciute, era in grado di gestire l'uso di entrambe le tecniche contemporaneamente per un considerevole periodo di tempo, chiamando questa tecnica combinata Demone divino: il tasso di percezione, la forza e la velocità raggiungono un livello estremo, tanto da usare i battiti cardiaci per scagliare il suo sangue come proiettili. Si unì a Purgatorio come infiltrato del Verme sconfiggendo uno dei Tre pugni demoniaci, venendo così conosciuto come Tre pugni demoniaci: Rospo; affrontò anche Dongcheng Liu due volte, ottenendo una sconfitta e una vittoria. Alla fine del Torneo di Annientamento Kengan uccide Long Min semplicemente perché si era stufato di lui, dichiarandosi l'ultimo erede rimasto dello Stile Niko. Due anni dopo, scoprendo che Ryuki Gaoh sta uccidendo i membri del Verme, Edward Wu gli chiede se possa essere un Involucro della Tigre e Wangfang risponde che lo ucciderà se è vero. Prima del Torneo Associazione Kengan VS Purgatorio cena insieme all'Altro Niko Tokita che gli ordina di uscire dall'organizzazione dopo il torneo, vedendola come una liberazione in quanto ha dovuto recitare con quelli che pensano di essere i suoi amici. Dopo il quinto incontro del torneo, benché non lo dia a vedere, Wangfang è furioso del fatto di non essere stato informato che Naidan Mönkhbat fosse un membro del Verme. In seguito decide di affrontare Takeshi Wakatsuki nel dodicesimo incontro, utilizzando lo Stile Niko su richiesta del suo maestro ma finendo per collassare a causa dell'enorme sforzo dovuto alla tecnica Demone divino per contrastare la forza di Takeshi. In punto di morte chiede di parlare con Ohma, congratulandosi mestamente che presto sarebbe stato, oltre al suo maestro, l'unico praticante rimasto dello Stile Niko; ma quando lo osserva bene si rende lentamente conto con orrore che lui e Ryuki sono cloni riconoscendo il modello genetico originale, maledice l'Altro Niko per aver semplicemente usato lui e tutti gli altri per poi soccombere alle ferite.
Willem Wu (ギルバート・呉?, U~iremu Ū)
Membro della Fazione occidentale della famiglia Wu, conosciuto come Il Demone che rimbomba, e uno dei subordinati più leali di Gilbert. È nel complesso calmo e composto con grande fiducia nelle proprie abilità combattive, affermando che con la sua sindrome del superuomo combinata con il Guihun al 100% possiede i muscoli più forti del mondo. Nell'incontro insieme a Gilbert, Yan Xia e l'Altro Niko Tokita per incontrare Wulong Shen rimane inizialmente deluso nel non percepire alcuna abilità dal Connettore finché non inizia a coglierne l'immenso potere. Durante l'imboscata di Setsuna Kiryu e Seishu Akoya all'Altro Niko Tokita, Willem riesce a tenere testa al poliziotto fino all'intervento di Gilbert che priva quest'ultimo della sua tuta, ma non riesce a impedirne la fuga dopo aver constatato il suo improvviso incremento di forza. In seguito viene ucciso insieme al suo scagnozzo Sean da un ritornato Raian Kure.
Luohan Shen (申 羅漢?, Shen Rakan)
Un clone di Wulong Shen e il presidente di una compagnia militare privata ufficialmente staccatasi dal Verme nota come Death Dealers, esperti nel combattere l'organizzazione ma in realtà incaricati di contenerne l'espansione eliminandone le diverse cellule nel mondo. È conosciuto come il Consecutore, ovvero un clone che possiede sia i geni di Wulong che della Tigre e per questo considerato come gli altri suoi simili un fallimento di clonazione; nel suo caso, però, oltre a essere il primo non possiede la stessa sequenza di DNA. Incontra insieme a Yan Xia e Zhan Fu i membri dell'Associazione Kengan offrendo la cessazione delle ostilità in cambio di Ohma e Ryuki. In segreto, tuttavia, cerca di sbarazzarsi di Wulong, prima facendo trapelare la sua posizione facendolo combattere con Gensai Kuroki e al tempo stesso provando a convincere Ohma e Ryuki ad allearsi con lui, ma riuscendo solo a portare l'Altro Niko Tokita dalla sua parte. Il suo obiettivo è uccidere Wulong nel momento in cui trasferirà le sue memorie a Ohma e Ryuki e diventare lui il Connettore. In seguito, sotto la minaccia di un disastro globale perpetrato dalla sua compagnia in caso di morte, riesce a convincere Wulong (anche se quest'ultimo si preoccupa più dei suoi amici) a rivelargli l'ubicazione del laboratorio del Verme a Hong Kong contenente l'archivio digitale sulle arti marziali accumulate dai Connettori, sperando così di ottenere la stessa forza. Yan deduce che Luohan possa essere l'"individuo aberrante" che emerge in rare occasioni nella linea dei Connettori: un individuo violento noto per combattere con "persone che lo infastidiscono" piuttosto che essere un saggio di montagna. L'ultimo a essere noto emerse 1300 anni fa, quando uccise l'allora Capo del Verme, prese quest'ultimo sotto il suo controllo e sconfisse la famiglia Wu portandola a scindersi in tre parti, con la Fazione Occidentale che gli giurò fedeltà. Luhoan fu anche colui che portò l'Altro Niko Tokita nel Verme, diventando così indirettamente responsabile del massacro dei Niko nella foresta di Gakigahara, e fornì a Mukaku Gaoh informazioni sulle strutture di clonazione in cui erano tenuti Ohma e Ryuki. Una volta che lui e l'Altro Niko Tokita tornano in Giappone affronta altri due Consecutori, Lucky-boy e Scarface, riuscendo a dominarli anche solo dopo aver parzialmente memorizzato le arti marziali di Wulong. Quest'ultimo, tuttavia, gli tende un'imboscata e riesce a ferirlo gravemente.

## Altri
Niko Tokita (十鬼蛇 二虎?, Tokita Niko)
Doppiato da: Keiji Fujiwara (ed. giapponese), Marco Giansante (ed. italiana)
Il maestro e padre adottivo di Ohma nonché praticante dello Stile Niko. Il suo non è il vero nome ma un alias usato dagli studenti del creatore dello stile Niko, Mukaku Gaoh. Quando vennero portati nella foresta di Gakigahara per essere addestrati nella tecnica segreta Annienta demoni, fu l'unico a sopravvivere e ad acquisirla mentre gli altri Niko morirono a causa del tradimento del quinto e il terzo scomparve misteriosamente. In seguito Niko intraprese un viaggio per seguire le orme di Mukaku e, dieci anni dopo la tragedia, finirà per incontrare Gensai Kuroki. A un certo punto accettò un lavoro come sicario della yakuza venendo inviato nell'Interno per occuparsi di un ragazzo senza nome che li aveva derubati, ma rimanendo colpito dalla sua pura volontà di sopravvivenza decise di salvarlo e si offrì di insegnargli lo Stile Niko, nominandolo poi Ohma Tokita. Dieci anni prima degli eventi Niko informò Ohma che era pronto ad apprendere l'Annienta demoni: recatisi nella foresta di Gakigahara gli spiegò che doveva sferrargli un solo colpo mentre indossava pesi sui polsi e sulle caviglie, affermando, inoltre, che non si sarebbe trattenuto. Dopo dieci giorni, quando iniziò il vero addestramento, Niko combatté contro Ohma finché quest'ultimo non capì l'essenza della tecnica segreta, contrastando il successivo attacco di Niko ed ereditando con successo lo Stile Niko nel suo insieme. Non molto tempo dopo, però, scoprì che Ohma era sotto l'influenza della quarta tecnica, Spirito possessore, e fu costretto a fermarlo, rendendosi conto che dietro a tutto c'era l'Altro Niko Tokita. Sconfitto l’avversario ma estremamente stanco e ferito, Niko combatté subito dopo contro Genzan Taira e perse, morendo per le ferite e la fatica accumulate.
Sayaka Katahara (片原 鞘香?, Katahara Sayaka)
Doppiata da: Mana Hirata (ed. giapponese), Monica Bertolotti (ed. italiana)
La figlia del presidente Metsudo Katahara nonché annunciatrice e commentatrice ufficiale del Torneo di Annientamento Kengan. Sayaka è una persona entusiasta e spumeggiante, di larghe vedute ed è in grado di andare d'accordo con chiunque; possiede anche una sorta di vena esibizionista, indossando abiti o vestiti che rivelano la sua pelle e facendo felicemente il bagno con gli altri indipendentemente dal loro sesso, con dispiacere di suo fratello. Durante il torneo viene affiancata da Jerry Tyson al tavolo di commento. Due anni dopo si incontra con Fusui Kure e Kaede Akiyama nell'ufficio della Yamashita Corporation per discutere su cosa fare riguardo al Torneo Associazione Kengan VS Purgatorio, partecipandovi come commentatrice e sempre affiancata da Jerry così come nella Coppa Berserker e nel Torneo del Vero campionato.
Koishi Yamamoto (山本 小石?, Yamamoto Koishi)
Doppiato da: Eiichirō Tokumoto (ed. giapponese), Francesco Cavuoto (ed. italiana)
Un arbitro con 21 anni di esperienza, sia nel wrestling professionistico che negli incontri di Kengan. Tende a essere più lento durante la dichiarazione degli incontri, portando quasi a conseguenze drastiche (come è successo a Mokichi Robinson). Pianificando di ritirarsi e lasciare il posto ai suoi successori, viene convinto da Metsudo Katahara a restare fino a 70 anni, ricomparendo quattro anni dopo durante lo scontro tra Agito Kanoh e Rolón Donaire durante il Torneo del Vero campionato. Nell'anime è l'unico arbitro che appare, sostituendo i colleghi Mosashi Tashiro e Anna Paula.
Tomoko Matsuda (松田 智子?, Matsuda Tomoko)
Doppiata da: Koichi Makoto (ed. giapponese), Germana Savo (ed. italiana)
La segretaria del Gruppo Koyo Academic e sottoposta di Shion. È piuttosto ingenua e, prevedibilmente, si innervosisce per la brutalità che circonda gli incontri Kengan, anche se possiede un lato perverso verso il manservice che i combattimenti forniscono rendendola, probabilmente, l'unica che si gode al massimo il torneo.
Rin Kushida (串田 凛?, Kushida Rin)
Un'impiegata del Gruppo Nogi che proviene dall'Interno, ingaggiata per tenere d'occhio Ohma e Kazuo Yamashita come segretaria di quest'ultimo. Alla fine del torneo viene rivelato che si era infiltrata nel Gruppo Nogi per volere di Metsudo Katahara così da spiare Ohma. Nonostante tutto sceglie di lasciare il suo capo per rimanere con Kazuo, in quanto affezionatasi a lui e al suo gruppo di amici, sostenendo che è ancora un novizio nell'Associazione Kengan. Qualche tempo dopo lei e Kaede Akiyama aiutano Kazuo a creare la nuova base della Yamashita Corporation, divenendo il capo del dipartimento di ricerca dei combattenti. Non appare nell'anime.
Jerry Tyson (ジェリー・タイソン?, Jerī Taison)
Doppiato da: Matthew Masaru Barron (ed. giapponese), Marco Bassetti (ed. italiana)
Lottatore statunitense che combatte per la 22nd FAX Corporation conosciuto come L'Uomo razzo, in quanto utilizza una variante personale del Kenpo cinese che imita le armi, tanto da aver sviluppato una muscolatura che gli permette di scagliarsi a tutta velocità proprio come un razzo. A differenza di altri lottatori combatte indossando uno smoking e parla usando spesso delle parole in inglese, ricalcando le sue origini statunitensi. Partecipa alle preliminari del Torneo di Annientamento Kengan dove viene messo fuori combattimento da Ohma, diventando successivamente un commentatore ufficiale del Torneo al fianco di Sayaka Katahara. Dopo il torneo diventa un funzionario dell'Associazione Kengan, aiutando Sayaka nei negoziati con le fazioni anti-Nogi in vista del Torneo Associazione Kengan VS Purgatorio cui partecipa di nuovo come commentatore, così come nella Coppa Berserk e nel Torneo del vero campionato.
Hassad (ハサド?, Hasado)
Doppiato da: Sakurai Takahiro (ed. giapponese), Luca Ghignone (ed. italiana)
Primo nella linea di successione al trono di una piccola nazione del Medio Oriente, Hassad è un patriota che vuole migliorarne le condizioni cercando di espanderne le conoscenze, e, a tal fine, decise di viaggiare per il mondo nonostante il fratello minore Giva avesse cercato di fermarlo. Nel suo caso, ad esempio, benché conosca l'arte marziale segreta della famiglia reale adatta nella regione desertica, chiamata Palmo del deserto, impara a praticare anche lo Shuri-te, venendo conosciuto come Il Vortice arabo. Partecipa al Torneo di Annientamento Kengan come combattente affiliato della Persia Petroleum riuscendo a superare le preliminari. Subito dopo, però, esprime apertamente il suo scontento per l'evento superato, volendo ascoltare una buona ragione sul motivo per cui 28 società sono state scelte selettivamente. Viene accontentato da Metsudo Katahara che gli risponde in modo duro ma veritiero, con Hassad che si prepara ad attaccarlo ma buttato in mare dalla guardia del corpo Yodoe. Salvato da Koji Kaburagi riappare durante la rivolta di Hayami, apparentemente schierato con quest'ultimo, sconfiggendo Yodoe e altre due guardie del corpo. In seguito, tuttavia, rivela di essere stato segretamente assunto da Nogi per aiutare a sconfiggere Hayami.
Mitsuyo Kureishi (暮石 光世?, Kureishi Mitsuyo)
Doppiato da: Takashi Kondō (ed. giapponese), Alessio Cerchi (ed. italiana)
Un lottatore MMA e chiropratico, già apparso nella precedente opera di Sandrovich Fist of the Seeker. È una persona eccentrica con uno spiccato senso per la lotta. Nel corso degli anni sembra essersi addolcito, diventando un individuo sarcastico ma sicuro di sé, gli piace rilassarsi e non fa cose che non sono nei suoi interessi. Quando era più giovane Mitsuyo combatté come uno dei gladiatori di Purgatorio, ma solo perché era alla disperata ricerca di denaro. A un certo punto partecipò a un "Cage Fight" e lentamente salì al 5° posto nella classifica dei pesi leggeri con un record di 11 vittorie, 0 sconfitte e 5 KO. Venne contattato da Akira Nishihonji per essere un combattente affiliato alla Nishihonji Security Services, ma rifiutò presentandogli, invece, Cosmo Imai, che aveva salvato in una rissa di strada. In seguito alla vittoria di Ohma su Cosmo, Mitsuyo si offre di curarne le ferite e dopo la fine del Torneo prende Adam Dudley come suo studente. Due anni dopo incontra Koga, scoprendo che è il nipote del suo vecchio amico Joji, e decide di addestrarlo per tre mesi dopo il suo esame di impiego come lottatore. Dopo il decimo incontro del Torneo Associazione Kengan VS Purgatorio lui e Joji lasciano gli spalti per cercare i membri del Verme che avevano ferito Koga prima del torneo.
Erioh Kure (呉 恵利央?, Kure Eriō)
Doppiato da: Shigeru Chiba (ed. giapponese), Pieraldo Ferrante (ep. 4) ed Emiliano Ragno (ed. italiana)
L'anziano patriarca della famiglia Kure conosciuto come Il Demone potente, uomo onesto e ferocemente protettivo nei confronti della famiglia e della sua reputazione. Da adolescente Erioh lasciò la famiglia a causa di un disaccordo, decidendo di diventare il miglior assassino a modo suo. Poco dopo la seconda guerra mondiale, all'età di 20 anni, fu incaricato da Taro Kibayashi di uccidere Metsudo Katahara, il quale venne salvato in tempo da Ryu Shirai. Impressionato dalla fortuna e dalla tenacia di Metsudo, Erioh accettò di essere il suo lottatore per vedere fin dove sarebbe riuscito a spingersi, diventando la prima Zanna di Metsudo. Dopo essere rimasto imbattuto per diverso tempo, però, assaporò la sconfitta, la quale era così schiacciante che lo spronò a tornare dalla sua famiglia e padroneggiare le loro tecniche, sposandosi nel frattempo e avendo due figli. In seguito aiutò Metsudo a diventare il nuovo presidente dell'Associazione Kengan - in questa occasione si rese anche responsabile della sfigurazione sul volto di Katsumasa Hayami - per poi ritornare dalla sua famiglia divenendone il patriarca. Durante il viaggio per l'Isola di Ganryu scopre che la sua pronipote Karura si è innamorata di Ohma, portandolo a sviluppare un odio viscerale verso il lottatore pensando che l'abbia sedotta nonostante l'età minorile. Scoperti, inoltre, i veri propositi di Kenzo Yamashita nell'usare la famiglia Kure, Erioh decide di scommettere con il padre Kazuo l'esito della sua vita a seconda del risultato nello scontro tra Ohma e Raian, vedendosi costretto a rispettare la parola data con la vittoria del primo. In un momento sconosciuto dopo il torneo annuncia la morte del suo successore Rikuto a causa del tradimento della Fazione occidentale guidata da Edward Wu, ordinando ai membri della famiglia di ucciderlo a vista se lo avessero incontrato. In seguito al salvataggio di Kazuo dagli uomini del Verme decide di ospitarlo al Villaggio Kure, lamentandosi del fatto che Ohma sarebbe diventato il nuovo capofamiglia se avrebbe sposato Karura. Durante il Torneo Associazione Kengan VS Purgatorio assiste alla vittoria di Agito Kanoh contro Tian Lu, lodandolo come suo "successore", e a quella di Raian contro Alan Wu, scusandosi con Nogi per la morte di quest'ultimo in quanto è loro priorità uccidere i traditori. Insieme a Xing Wu assiste Raian contro Edward, Solomon e Fabio Wu, eliminando rapidamente quest'ultimo ma sacrificandosi per eliminare Edward.
Karura Kure (呉 迦楼羅?, Kure Karura)
Doppiata da: Tomoyo Kurosawa (ed. giapponese), Francesca Rinaldi (ed. italiana)
La giovane pronipote di Erioh conosciuta come La Succube, estremamente curiosa e indipendente. È una combattente molto potente da essere considerata una "deviante" anche per gli standard della sua famiglia, tanto che se esistesse una divisione femminile negli incontri Kengan Karura regnerebbe sovrana; senza contare che, tramite la Liberazione, è in grado di liberare l'89% delle proprie capacità latenti. Durante il viaggio per l'Isola di Ganryu incontra Ohma e, dopo averne testato la forza, se ne innamora, dicendogli senza mezzi termini di voler avere dei bambini da lui ma scioccandolo a tal punto da costringerlo a evitarla da quel momento. Fa, inoltre, amicizia con Elena Robinson, standole accanto quando Raian riduce brutalmente in fin di vita il fratello Mokichi. Dopo la vittoria di Ohma contro Raian, Karura è felice di rivelargli che, alla fine, suo nonno ha acconsentito di dare loro la sua benedizione, cosa che a entrambi gli uomini, però, provoca fastidio. Due anni dopo ricompare insieme alla madre, al padre, al fratello e Fusui al Villaggio Kure dove non perde tempo a saltare di nuovo verso Ohma. Insieme a Mokichi ed Elena, Cosmo Imai e Adam Dudley, Karura assistite all'incontro tra Ryuki Gaoh e Naidan Mönkhbat nel Torneo Associazione Kengan VS Purgatorio, avvertendo come Ryuki stia entrando in un punto di non ritorno nel combattimento. Dopo due anni dal torneo accetta di allenare insieme a sua madre e a diversi artisti marziali dei Kure Koga e Ryuki, iniziando anche a uscire con Ohma seppur come guardia del corpo.
Hollis Kure (呉 ホリス?, Kure Horisu)
Doppiato da: Kenichirou Matsuda (ed. giapponese), Luca Ciarciaglini (ed. italiana)
Un membro prominente della famiglia Kure conosciuto come Il Demone lamentoso, caratterizzato da un fisico corpulento e un'espressione generalmente severa che ne indica la natura seria e perspicace, mantenendo, comunque, un comportamento educato quando parla con gli altri. Tramite la Liberazione è in grado di liberare l'80% delle proprie capacità latenti. Durante il Torneo di Annientamento Kengan assiste agli scontri di Raian insieme a Horio e Reiichi per poi aiutare a sconfiggere i Custodi di Hayami, e nei i due anni seguenti assiste alla riabilitazione di Ohma nel Villaggio Kure, aiutandolo ad allenarsi. Durante il Torneo Associazione Kengan VS Purgatorio Hollis e Reiichi aiutano Erioh, Raian e Xing Wu contro Edward Wu, e con la conseguente morte del patriarca decide di sostituirlo ad interim, portandolo a sviluppare la Liberazione al 100% tramite una tecnica di potenziamento proibita dei Wu. In seguito allena Koga e Ryuki insieme ad altri artisti marziali dei Kure.
Retsudo Katahara (片原 烈堂?, Katahara Retsudō)
Il figlio di Metsudo, fratellastro di Sayaka e capitano della Forza di sterminio. A una prima occhiata Retsudo può sembrare molto arrogante e condiscendente, ma dimostra una feroce lealtà verso i suoi compagni e apprezza quando vengono compiute azioni a loro favore. È incredibilmente protettivo nei confronti di Sayaka - autrice della treccia sul lato destro del volto -, disapprovandone, però, i suoi abiti rivelatori e la sua ingenuità con gli uomini, portando i suoi compagni a ipotizzare che abbia un complesso della sorella. Durante il primo turno del Torneo di Annientamento Kengan lui e la sua squadra sconfiggono i Messaggeri neri infiltratisi sull'Isola di Ganryu, mentre nel secondo guida i membri della famiglia Kure contro i Custodi di Hayami. Nell'ultimo giorno del torneo, durante l'intervallo tra i quarti di finale e le semifinali, imprigiona Setsuna Kiryu per aver ucciso alcune Guardie del corpo e premia Ohma per averlo fermato estendendo il periodo di intervallo a due ore. Due anni dopo salva, insieme a Ohma e Raian Kure, Kazuo Yamashita e Koga dagli uomini del Verme. Assiste al Torneo Associazione Kengan VS Purgatorio al fianco di suo padre, al termine del quale si promette che in futuro sarà lui a guidare l'Associazione Kengan. Non appare nell'anime.
Elena Robinson (エレナ・ロビンソン?, Erena Robinson)
Doppiata da: Rina Hidaka (ed. giapponese), Monica Volpe (ed. italiana)
La sorellastra minore di Mokichi, la quale lo fece uscire dal giro di violenza in cui era caduto e riportandolo sulla retta via. Elena è una persona gentile e dolce che generalmente è molto felice, specialmente quando è con suo fratello maggiore. Durante il torneo diventa amica intima di Karura Kure.
Kokomi Yoshizawa (吉沢 心美?, Yoshizawa Kokomi)
Doppiata da: Tomoyo Kurosawa (ed. giapponese), Georgia Lepore (ed. italiana)
Un'infermiera dell'ospedale della Teito University e assistente di Hajime Hanufusa, verso cui prova ammirazione ma cercando al contempo di tenere sotto controllo i suoi impulsi distruttivi.
Yasuo Yamashita (山下 康夫?, Yamashita Yasuo)
Secondogenito di Kazuo, un ragazzo ribelle che ha abbandonato la scuola superiore un anno prima delle vicende e a cui non importa della situazione economica del padre, tornando a casa solo per sfilargli dei soldi e iniziando a frequentare le persone sbagliate. Poco prima del Torneo di Annientamento Kengan, però, la situazione cambia grazie a Ohma, il quale sbaraglia l'intera banda di Grandia a cui si era avvicinato. Yasuo decide, quindi, di voltare pagina e inizia a lavorare sodo in un cantiere edile. Dopo che i Kure rilasciano suo fratello Kenzo a seguito della vittoria di Ohma contro Raian, si unisce a lui per raggiungere l'Isola di Ganryu.
Genzan Taira (平良 厳山?, Taira Genzan)
Doppiato da: ? (ed. giapponese) e Stefano Thermes (ed. italiana)
Genzan fu il riscopritore dello Stile Koei, essendo un discendente della linea principale dei fondatori e raccogliendo quante più informazioni possibili dagli archivi per ricostruirne le tecniche, scoprendo, tuttavia, che solo due erano ancora applicabili; era conosciuto come La Spirale per via del movimento di una di queste, il Palmo del Rakshasa. Qualche tempo dopo prese Setsuna Kiryu come suo allievo, riferendo in seguito quanto aveva fatto a Gensai Kuroki. In un tempo non specificato combatté e uccise Niko Tokita (quest'ultimo era già esausto dopo aver combattuto l'altro Niko), dicendo allo sconvolto Ohma che se voleva vendicarsi lo avrebbe aspettato. Durante i successivi dieci anni Kiryu e Genzan combatterono nei "Death Fights", incontri che consentivano armi e sponsorizzati dalla Yakuza, e in questo periodo Kiryu riuscì a ucciderlo in modo da attirarsi l'ira di Ohma per appagare i propri desideri. Mentre moriva, tuttavia, Genzan aveva un'espressione compiaciuta sul viso.
Rama XIII (ラルマー13世?, Rarumā 13-sei)
Doppiato da: Daisuke Kishio (ed. giapponese) e Gabriele Trentalance (ed. italiana)
Il sovrano politico ed economico del Regno di Thailandia, dalla personalità eccentrica e carismatica. Accetta chiunque, orientale od occidentale, come una delle sue guardie del corpo purché sia forte; ha persino accettato uno svampito a sangue caldo come Saw Paing come sua compagnia semplicemente perché non gli importa delle questioni di classe. Permette a Tadashi Iida di avere Kaolan - verso cui nutre assoluta fiducia vedendolo come un fratello - come lottatore affiliato della sua azienda nel Torneo di Annientamento Kengan perché gli piacciono le persone con un desiderio senza fondo come lui. Arrivato durante il secondo turno del torneo, assiste ai combattimenti assieme a Metsudo Katahara e nell'incontro tra Kaolan e Agito Kanoh propone al presidente dell'Associazione un'enorme scommessa su chi avrebbe vinto l'incontro. Dopo la fallita rivolta di Hayami saluta il suo vecchio amico Hassad, chiedendogli se qualcuno abbia scoperto la sua vera identità. Un anno dopo il torneo visita Kaolan durante i suoi allenamenti, accettando la sua partecipazione al Torneo Associazione Kengan VS Purgatorio e chiedendogli di tornare a casa sano e salvo dopo la competizione, poiché il suo paese ha bisogno di lui, per poi assistere al torneo al fianco di Metsudo.
Mukaku Gaoh (臥王 鵡角?, Gaō Mukaku)
Conosciuto inizialmente come Xiu Long, nipote del leader della Tribù del Drago composta dai discendenti di Min Long, un leggendario eroe del regno cinese di Chu, e affiliati a Wulong Shen. Sopravvisse allo sterminio che questi perpetrò alla tribù quando si opposero alla sua decisione di clonarsi, fallendo anche cinque anni dopo quando si unì al Sindacato Wowang, una sottofazione del Verme dedita all'eliminazione dei suoi nemici, istigando il capo "Dage One", nascondendosi nell'Interno e cambiando il proprio nome in Mukaku Gaoh. Qui scoprì un manuale di istruzioni di un'arte marziale senza nome che rubò e fece sua, denominandola Stile Gaoh e diffondendone il nome negli incontri Kengan degli anni '40. Deciso a unificare l'Interno per destabilizzare l'influenza del Verme ma non riuscendoci nonostante non avesse perso nessun combattimento in trent'anni, Gaoh scelse di trasmettere le sue conoscenze alla generazione successiva. Aiutato dal suo amico Kazufumi Shimochi creò lo Stile Niko, una rielaborazione più moderna di quello Gaoh con alcune parti prese dallo Stile Kaiwan, e adottò diversi orfani a cui tramandarlo. A causa della durezza del suo addestramento (tra cui una camera gu) solo sette riuscirono a sopravvivere, dando loro il nome di Niko Tokita come due dei distretti dell'Interno e il cui scopo sarebbe stato quello di agire indipendentemente per creare una leggenda. Infine Gaoh decise di insegnare loro la tecnica segreta Annienta demoni nella foresta di Gakigahara, ma il quinto e il sesto membro tradirono il gruppo, il quarto fu l'unico sopravvissuto mentre il terzo scomparve, con Mukaku stesso che si nascose. A un certo punto rintracciò (tramite una soffiata di Luohan Shen) le strutture di clonazione in Cina e Giappone dove erano presenti i cloni del Connettore, ma perse il secondo dopo essere svenuto a causa delle ferite riportate, prendendo quindi solo il primo con sé per utilizzarlo come strumento della sua vendetta. Mukaku lo chiamò Ryuki e divenne suo "nonno", gli insegnò lo Stile Gaoh e gli impose un regime di addestramento immensamente duro che lo avrebbe trasformato nell'assassino adatto a distruggere il Verme e Wulong Shen. Rivelatogli infine il motivo del suo odio gli fa promettere di ucciderne tutti i membri che avrebbe incontrato per poi mandarlo all'Associazione Kengan. Nel presente sconfigge Ogi, un diretto subordinato di Wulong, e attacca la squadra venuta a salvare Ryuki (in particolare Ohma) prima di chiarire il malinteso. Quando, però, si scopre che c'è lui dietro la scomparsa di Ryuki, per via del cambiamento di quest'ultimo dovuto ai suoi amici, rivela ai presenti la verità e del fatto di averlo sempre usato come esca per attirare Wulong allo scoperto, che in seguito affronterà ma venendo ucciso nonostante i suoi sforzi.
Kokuro Utsubuki (打吹 黒狼?, Utsubuki Kokurō)
Un lottatore freelance alle prime armi negli incontri Kengan, conosciuto come "Il Soldato lupo", che ha debuttato un anno prima degli eventi di Kengan Omega, causando un forte trambusto dal suo arrivo e considerato in cima alla lista dei combattenti della nuova generazione. In contrasto con il suo aspetto intimidatorio Kokuro è in realtà un individuo piuttosto rispettoso e geniale, come quando rimprovera Koga per aver definito "deboli" gli avversari che aveva sconfitto ed elogiandolo dopo aver combattuto in modo leale, chiamandogli anche un'ambulanza. In battaglia è particolarmente composto e razionale, in grado di prendere decisioni pragmatiche che non sono influenzate dalla presunzione nelle proprie capacità, e la sua strategia consiste nel colpire l'avversario con colpi veloci fino a quando non smette di muoversi per, poi, eliminarlo con la sua tecnica segreta: lo Stinger, un potente calcio frontale che utilizza l'alluce per rilasciare la forza in una piccola area concentrata. Originario di una famiglia di atleti, Kokuro ebbe un buon curriculum in tutti i tipi di eventi sin da quando era bambino, in particolare quando divenne il campione del torneo nazionale di Gachirinkai, una nota scuola di karate Bogu, per cinque anni consecutivi. Viene sfidato da Koga per diventare un lottatore rappresentate dell'Associazione Kengan, riuscendo a vincere e concedendogli in seguito una rivincita, aggiungendo che se lui avrebbe perso si sarebbe dovuto arrendere. Sebbene alla fine abbia, comunque, vinto, Kokuro elogia Koga per il suo rapido miglioramento, accettando di aiutarlo ad allenarsi ogni sera per i successivi tre mesi in modo da ottenere un posto nel torneo. Due anni dopo il Torneo Associazione Kengan VS Purgatorio lui e Koga hanno il loro primo combattimento ufficiale in cui viene sconfitto.
Jose Kanzaki (ホセ・神崎?, Hose Kanzaki)
Figlio di un luchador, Jose è un wrestler della SJPW dopo che la promozione precedente a cui era affiliato fallì, gentile, dotato di un grande cameratismo e un senso di parentela, pur venendo descritto come un completo fanatico del wrestling. Durante le kayfabe è conosciuto con l'identità di El Ninja, dove indossa una maschera scheletrica - essendo nato nel Giorno dei morti -, oltre a diventare più serio, arrogante e incredibilmente intimidatorio. Si unì anche a Purgatorio, sconfiggendo Nicolas Le Banner e divenendo un gladiatore di lista A conosciuto come Il Latino quadridimensionale; tuttavia, perse anche contro Hikaru Yumigahama. Dimostra di essere sia altamente acrobatico che in grado di sopportare diversi colpi senza neanche bloccarli. Viene presentato a Koga da Jun Sekibayashi chiedendogli di resistere contro di lui per tre minuti, cosa che al ragazzo non riesce. Venendo informato che Koga vuole diventare un lottatore affiliato negli incontri Kengan, Jose gli offre, invece, di diventare un gladiatore di Purgatorio. Qualche tempo dopo ha una discussione con Ryuki Gaoh dopo che quest'ultimo si lamenta dell'inutilità dell'allenamento di Koga, arrivando a scambiarsi alcuni colpi prima di venire fermati da Sekibayashi. Due mesi dopo Koga sostiene il suo test finale contro Jose, che nota i suoi miglioramenti e viene sconfitto. Incontra Koga, Ryuki e Kazuo Yamashita mentre assistono ad alcuni combattimenti di Purgatorio, ma l'arrivo di Hikaru rende tesa la situazione che degenera quando colpisce Koga, venendo fermati da Idemitsu Toyoda il quale promette di organizzare una rivincita tra i due. Nel combattimento Jose viene duramente picchiato, riuscendo comunque a rompere il braccio destro dell'avversario, e finisce in coma in condizioni critiche - tanto che la sua sopravvivenza sarebbe dipesa dalla sua volontà di vivere. Riesce a riprendere conoscenza tre mesi dopo, pur essendo costretto a letto con un braccio e una gamba rotti.
Joji Narushima (成島 丈二?, Narushima Jōji)
Un karateka di sesto Dan della Rokushin Kaikan di cui era uno dei precedenti Tre Rokushin, i più forti della scuola. È un individuo generalmente serio che raramente usa mezzi termini. Dato che dieci anni prima del torneo della Rokushin non esistevano regole, Joji si lasciò influenzare dal manga Karate baka ichidai andando a esercitarsi in montagna, dove una volta scappò da un orso a costo dell'occhio sinistro che venne poi segnato da tre graffi durante una discussione con sua moglie. Riuscì a creare la tecnica del Serpente velenoso per sconfiggere il compagno Katsuya Tatsuyoshi (dalla quale prese il titolo) e vinse il torneo diventandone il campione, decidendo di ritirarsi dopo diversi anni per diventare un istruttore della Rokushin. Ma il vero motivo era per poter padroneggiare il "karate puro" che "non era per le competizioni" e, in quanto tale, sta ancora diventando più forte di giorno in giorno. A un certo punto Joji aiutò il nipote Koga a entrare nella scuola, ma quest'ultimo venne espulso per aver attaccato briga. I due si rincontrano quando il suo vecchio amico Mitsuyo scopre la loro parentela e glielo porta per farlo allenare. Assiste al Torneo Associazione Kengan VS Purgatorio insieme a Mitsuyo, Koga e Kaede Akiyama, anche se è più interessato al cibo. Dopo il decimo incontro Joji e Mitsuyo lasciano gli spalti per cercare i membri del Verme che avevano ferito Koga prima del torneo. Due anni dopo assiste insieme a Kazuo Yamashita alla Coppa Berserker, momento in cui fa amicizia con Wulong Shen, e anche quando scopre la verità su di lui Joji lo considera ancora un amico, tanto da chiedergli di dare consigli a Koga così che possa affrontarlo.
Alisa Shiina (椎名 ありさ?, Shīna Arisa)
Nata a Tochigi, Alisa è l'arbitro di Purgatorio, con un carisma che le permette di intrattenere ed esaltare ma rimanendo molto seria e ferma. Svolge la sua funzione insieme a quella di annunciatrice durante il Torneo Associazione Kengan VS Purgatorio, passando due anni dopo agli incontri Kengan.
Xing Wu (呉 星?, Ū Shin)
L'attuale capo della famiglia Wu, conosciuto come Il Maestro dei fantasmi, e noto come una persona equilibrata e seria. Xing si dimostra amichevole con Erioh Kure mentre, al contrario, prova risentimento verso Edward Wu per avergli ucciso il proprio mentore e amato. Oltre che nel corpo a corpo è specializzato nelle armi tradizionali cinesi, utilizzandole in potenti attacchi a sorpresa sia nell'assassinio che in battaglia. Il suo rilascio di forza latente tramite il Guihun è del 100%. Durante il Torneo Associazione Kengan VS Purgatorio affianca Erioh e Raian contro Edward, Solomon e Fabio Wu, riuscendo ad avere la sua vendetta.
Leonardo Silva (レオナルド・シウバ?, Reonarudo Shiuba)
Un partecipante agli incontri Kengan conosciuto come  Il Miracolo di São Paulo, specializzato nel grappling di sottomissione e una delle cinque Supernove. Partecipa alla Coppa Berserker dove sconfigge Alberto Himura e Hong Xiao-Hu nei preliminari, venendo sconfitto da Koga nel primo turno.
Justin Kitagawa (ジャスティン・北川?, Jasutin Kitagawa)
Nato da padre americano e madre giapponese, Justin si trasferì in Giappone a sedici anni dove divenne compagno di palestra di Naoya Okubo, ottenendo una forza tale da riuscire a sopportare un peso pari a 120 Kg; rimase, però, indeciso se combattere negli incontri pubblici o in quelli clandestini. L'apice del suo stile di combattimento è il Proiettile Pantera, in cui assume una posizione insolitamente bassa accovacciandosi in cinque punti sul terreno per poi eseguire un placcaggio basso, permettendogli di eseguire un rapido takedown seguito da una posizione ground and pound. Sebbene questa tecnica sia altamente efficace nel neutralizzare attaccanti di alto livello, presenta un punto debole piuttosto semplice: se l'avversario riesce a sollevarlo con sufficiente slancio, può efficacemente disarcionare Justin e persino lanciare un contrattacco. Nel Torneo del Vero campionato è il lottatore rappresentante della Underground-1 conosciuto come La Pantera, vincendo nel primo turno contro Hiraku Sakigake ma perdendo nelle semifinali contro Kaolan Wongsawat.
Hiraku Sakigake (さきがけ ヒラク?, Sakigake Hiraku)
Figlio illegittimo di Rikigoro Umeya, don del Gruppo Boyu, uno dei tre grandi sindacati criminali del Giappone. Dimostra di avere un talento nel karate in cui predilige un approccio a lunga distanza - in linea con il suo stile più grazioso ed elegante - vincendo diversi tornei. A ventitré anni iniziò la sua carriera negli incontri clandestini dove, alla fine, divenne il campione dei Draghi Ise sconfiggendo il precedente detentore del titolo, Kenshin Oka, venendo conosciuto come Il Cacciatore di taglie. Due mesi dopo diventa il loro rappresentante nel Torneo del Vero campionato, perdendo al primo turno contro Justin Kitagawa. Il suo vero obiettivo, però, si rivela assassinare Ramon Yuko per indebolire la crescente influenza del Gruppo Niwa (a cui è affiliato) da quando hanno preso parte all'Alleanza anti-Verme, ma fallisce.
Ramon Yuko (ラモン・ユウコ?, Ramon Yūko)
Lottatore rappresentante della Slaughter Coliseum Satsuriku conosciuto come Il Messaggero del Gorno del giudizio. È un ex agente delle Forze di autodifesa divenuto un mercenario con l'ossessione per i campi di battaglia; in una di queste occasioni incontrò un mercenario israeliano che gli insegnò il Krav Maga, oltre ad aver imparato che la nicotina presente nelle sigarette produce un effetto emostatico, iniziando a consumarle solamente per gli effetti benefici. Il suo asso nella manica è il Battlefield Stunt, una tattica basata sul modo più efficace per colpire qualcuno con un coltello: avanza verso il nemico usando un attacco finto per poi bloccarlo e afferrarlo, scagliarlo contro il terreno o un muro vicino e colpirlo con una parte del corpo, schiacciandolo a morte con tutto il suo peso corporeo. A prima vista può sembrare ragionevole e con un certo senso di giustizia, ma possiede anche un lato barbaro: crede che ogni combattimento sia un campo di battaglia e come tale non ci siano regole da rispettare, al punto da uccidere i suoi avversari se li ritiene degni. Durante il Torneo del Vero campionato sopravvive all'imboscata da parte di Hiraku Sakigake, pur riportando una ferita alla spalla destra, per poi scontrarsi e perdere con Rolón Donaire nel primo turno.